# Судова Вишня
Судо́ва Ви́шня — місто Яворівського району Львівської області. Адміністративний центр Судововишнянської міської територіальної громади. Розташоване над річками Вишня (притока Сяну) та Раків. Відстань до районного центру Яворова 25 км, до Львова 48 км, до Перемишля 44 км.
Площу міста у 2001 році було збільшено до 1293,5 га. Знаходиться при трасі E40 (Львів — Шегині — Перемишль).
Протягом 1855—1867 років місто входило до складу Мостиського повіту Перемиського округу Королівства Галичини та Володимирії в Австро-Угорщині. З 1867 по 1918 рік — у складі Мостиського повіту та центр Судововишнянського судового округу Королівства Галичини та Володимирії Австро-Угорщини. Від 1 листопада 1918 й травня 1919 року місто входило до складу Мостиського повіту Львівської військової області Західноукраїнської Народної Республіки. З 1920 по 1939 роки входило до складу Мостиського повіту Львівського воєводства Польської Республіки, а у 1934—1939 роках — центр міської ґміни Судова Вишня. У 1941—1944 роках — адміністративний центр крайскомісаріату Судова Вишня у складі Дистрикту Галичина Генерал-губернаторства. Протягом 1939—1941 та 1944—1959 років місто було центром Судово-Вишнянського району Дрогобицької області УРСР. У 1959—2020 роках Судова Вишня входила до складу Мостиського району Львівської області спочатку УРСР, а від 1991 року — України.

## Населення
- 2 600 мешканців (кінець XVI ст.)
- 1 200 мешканців (1800)
- 3 295 мешканців (1870)
- 4 334 мешканців (1890)
- 5 323 мешканців (1928)
- 5 107 мешканців (1939)
- 5 677 мешканців (1971)
- 6 611 мешканців (1989)
- 6 655 мешканців (2001)
- 8 500 мешканців (2009)
- 9 115 мешканців (2010)
- 6 539 мешканців (2015)
- 6 566 мешканців (2017)
- 6 434 мешканців (2021)

Судовишнянської міської територіальної громади
- 11 449 мешканців (2017)
- 14 243 мешканці (2020)
- 12 536 мешканців (2021)

### Національний склад
Розподіл населення за національністю за даними перепису 2001 року:
| Національність  | Відсоток |
| --------------- | -------- |
| українці        | 97,85%   |
| поляки          | 1,26%    |
| росіяни         | 0,83%    |
| інші/не вказали | 0,06%    |

### Мова
Розподіл населення за рідною мовою за даними перепису 2001 року:
| Мова       | Чисельність, осіб | Доля   |
| ---------- | ----------------- | ------ |
| Українська | 6 594             | 99,08% |
| Російська  | 34                | 0,51%  |
| Польська   | 27                | 0,41%  |
| Разом      | 6 655             | 100%   |

## Герб та символи
Найбільш очевидно вперше Вишня почала використовувати герб із зображенням вишневого дерева, яке було номінальним символом і асоціювалося з назвою міста, після отримання магдебурзького (німецького) права. Найдавніші відомі печатки Вишні із зображенням стилізованого вишневого дерева з кількома листочками та плодами прикладені до документів датованих 60—70-ми роками XVI століття. Хоча характер виконання печаток дає підстави датувати їх XIV століття.
Зображення вишні залишається символом міста протягом наступних століть, воно використовувалося на кількох типах міських печаток. Зокрема, з XVIII століття маємо зображення розлогого дерева з великою кількістю плодів. Але у XIX столітті на печатках з'являється ще міська стіна з відчиненою брамою, в якій вигнута смуга, що мала мабуть символізувати річку Вишню, а дерево розміщувалося над воротами. Надалі вигнута смуга в брамі зникає й саме таке зображення герба фігурує на фасаді міської ратуші та на пізніших печатках Судової Вишні. У такій інтерпретації герб проіснував до 1939 року.
Протягом радянського періоду питання про герб міста не порушувалося. Актуальним воно стало лише після розпаду СРСР і відновлення державності України. Перші розроблені проєкти символів базувалося фактично на сюжеті герба з судововишнянської ратуші. У вересні 1998 року на розгляд міської ради було запропоновано доопрацьований герб, у якому фактично поєднувалося найдавніший і пізніший варіанти, а вишневе дерево виходило з брами і розкривало над нею свої гілки з листочками та плодами. Авторами проєкту є Андрій Гречило та Роман Шуст. Справа із затвердженням символів розтяглася на кілька років, що було підтверджено рішенням IV сесії Судовишнянської міської ради IV скликання від 31 січня 2003 року.
Герб Судової Вишні: у золотому полі червона міська стіна цегляної кладки із п'ятьма зубцями (середній з них — нижчий) та відкритими срібними воротами; за стіною з воріт виходить вгору дерево вишні з корінням — стовбур чорний, листочки зелені, плоди червоні.
Прапор Судової Вишні: квадратне полотнище, що складається з трьох горизонтальних смуг — жовтої, вишневої та жовтої (співвідношення їх ширин — 2:1:2), на жовтих смугах — дерево вишні з корінням — стовбур чорний, листочки зелені, плоди червоні. На прапорі вишнева смуга означає річку Вишню, над якою виникло місто.

## Історія

### Княжа доба
Перші згадки про Судову Вишню археологічні знахідки датують 981 роком. За даними археологічних розкопок залишки валів, які було виявлено у межах Судової Вишні датують X століттям. Про поселення тут людей у ранньохристиянські часи згадується у польських джерелах, які зазначають про «osiedle Deberki XI—XII w., osiedle Czworaki XII—XV». Хто такі Деберки та Чвораки нез'ясовано, проте вони дали назву окремим частинам міста, що збереглися до сьогодні. Неподалік міста також знаходилась могила, яку в народі називали Татарським Копцем.
Назва Судової Вишні походить від староруського прикметника «вишній», «вишня», «вишнє» (слава во вишніх), оскільки дане старослов'янське поселення знаходилось на підвищенні — на Комаровій горі. Однак наймовірніше перебрало найменування від місцевої річки Вишні, безвідносно від етимології виникнення цього гідроніма.
Першу письмову згадку про Вишню (так місто називалося до 1545 року) знаходимо у Галицько-Волинському літописі у 1230 році. У ній повідомляється про пересторогу тисяцького Дем'яна князеві Данилові Романовичу про змову проти нього місцевих бояр та плани убити його в місцевому замку. 1368 року місто отримало магдебурзьке право, разом з правом від короля на купівлю цієї землі польським шляхтичем Петром Кмітою (пол. Piotr Kmita), а в інших джерелах право на війтівство отримав Йоан з Дембиці. Надалі місто отримувало нові привілеї у 1537, 1545, 1553, 1576, 1578, 1639 та 1765 роках.
На той час поселення було типовим середньовічним укріпленням: оточене ровом, валом і парканом, захищене також навколишніми ставками, річками та болотами. Місто мало три підйомні мости з 4 баштами. Остання з веж стояла ще у 1839 році.
Перша згадка про те, що Вишня стала місцем розгляду судових справ прикадає на 1393 рік, коли руські бояри та урядовці розглядали справу власності на село Новоселиця у Теребовлянській волості. Надалі від 1545 року тут почали відбуватися сесії шляхетського суду Перемиської землі, звідки виник прикметник «судова». Лише у 1741 році вперше у документах з'являється назва «Судова Вишня» (Sądowa Wisznia), щоб відрізнити її від інших подібних поселень: Бенькова Вишня біля Рудок, Годовишня біля Городка, Вишенька біля Крукеничів. Через це невірними є спроби пояснення походження назви міста від однойменної назви садового дерева чи тлумачення про те, що тут «судили і вішали» людей.

### Польське королівство і Річ Посполита
У 1421 році посол Франції, Англії й Бургундії Жільбер де Лянуа відвідав міста тогочасної Речі Посполитої серед яких були Львів, Судова Вишня, Белз, Луцьк, Кам'янець-Подільський, а згодом відвідав Малу Татарію (Степову Україну) і м. Кафу (Феодосію).
Ще 1436 році у Вишні шляхта усіх руських земель польської Корони - Львівської, Перемиської, Сяніцької, Холмської і Галицької - збиралась на з'їзд (сеймик), який пізніше назвали вишенською конфедерацією, і обговорювала збереження своїх прав та вольностей. Це був час правління Владислава III Варненчика, за часів володдарювання якого коронне право поширилось на Руський домен короля і було створено Руське і Подільське воєводства. Положення Єдлінського привілею було поширено на Руський домен короля, і місцева руська шляхта перестала бути його особистими слугами.
Свою теперішню назву містечко отримало після того, як від 1545 року тут почали відбуватися щорічні виїзні суди Перемиської землі. У Судовій Вишні збирався Генеральний Сеймик Руського воєводства, куди приїздила шляхта Львівської, Перемиської, Сяноцької, Жидачівської, а подекуди Галицької та Холмської земель вирішувати питання воєводства і обрати делегатів на коронний Сейм. Про місцевий Сеймик пише Вінцент Поль у своїй поемі «Pamiętnik J.M. Benedykta Winnickiego», третя частина якої називається «Sejmik jenerał województwa Ruskiego. Odprawiony 1766 r. w Sądowej Wiszni»..
З джерел відомо, що на сеймику в Судовій Вишні виступав полеміст і релігійний діяч Станіслав Оріховський, спершу 10 квітня 1550 р., де інформував шляхту про заручини з Софією Страшувною (двірська Пйотра Кміти), а 13 березня 1566 року — з критикою окремих польських католицьких єпископів. 1585 року проведення сеймику зірвав шляхтич Станіслав Стадницький, який виступив проти діяльності канцлера Яна Замойського, захопивши господу прибічника канцлера перемиського старости Яна Дрогойовського. 5 листопада 1587 року у з'їзді Руського воєводства у Судовій Вишні брав участь шляхтич і латинський архієпископ Ян Димітр Соліковський.
З православної церкви на греко-католицький обряд парафія Судової Вишні, як і вся Перемиська єпархія, перейшла не одразу після Берестейської унії. Лише у 1692 році перемиський єпископ Інокентій Винницький офіційно заявив про прийняття унії на території своєї єпархії, започаткувавши, таким чином, так звану «нову унію» (перехід греко-католицького обряду трьох православних єпархій — Перемишльської, Львівської і Луцької). Прийняття унії зустріло опір серед населення. Виразником супротиву міщан Судової Вишні відходу від православ'я був відомий український полеміст Іван Вишенський.
У XVII—XVIII століттях Судова Вишня була одним з малярських центрів Руського воєводства, поруч з Самбором, Жовквою, Радружем. Тут сформувалося коло малярів, яких мистецтвознавці називають Судовишнянською іконописною школою. Її розквіт припадає на XVII століття. Серед найбільш відомих її представників Яцько з Вишні, Ілля Бродлакович, Йоаким Борисевич.

#### Руські церковні братства
У Судовій Вишні упродовж XVI—XVIII століття діяло дві церкви, при яких функціонувало п'ять братств, з яких два старші, два молодші та одне сестринське. На зразок тих, які діяли у Львові, Луцьку чи Кам'янці-Подільському. Кожен член братства повинен був сплачувати вступні та місячні внески.
Статут старшого братства церкви Св. Трійці був затверджений 18 серпня 1563 року перемиським єпископом Антонієм Радиловським. Тут вказується мета створення організації: «А це братство для того створено, коли б хтось представився від цього світу, [члени братства] повинні йти за тілом до гробу…». Тобто братство повинно було організовувати похорони своїм членам. Так, у своїх тестаментах Ян Дзєнгало у 1746 році, Стефан Вуйцик у 1750 році чи Миколай Саламашинський у 1780 році заповідають кошти та перелік витрат для їхніх похорон. Однак не завжди братства відгукувалися на прохання міщан чи їх родичів. Наприклад, у 1670 році жінка померлого Івана Коваля просила у братства і пароха храму Преображення Господнього організувати похорон її чоловікова, за що дала їм півчверті поля, проте ніяких дій з боку братства не було. У документі від 1706 року є перелік братчиків старшого братства Святої Трійці, де крім двох старших братів Габріеля Вуйцика та Стефана Гнатка, також згадуються Стефан Борецький, Стефан Сизяк, Миколай Чудак і Бартош Пєнко. 1763 року ця ж конфратернія налічувала 18 осіб. Кількість братчиків була змінною, проте можна припускати, що їхн кількість у XVIII столітті коливалася в межах 10-20 осіб
При церкві Св. Трійці також діяло ще два братства: молодше та сестринське. Статут молодшого (парубоцького) братства був затверджений 8 листопада 1729 року єпископом Єронімом Устрицьким. У статуті визначено кілька головних положень діяльності конфратернії, серед них: процедура прийняття нових членів; визначення їх обов'язків; проведення братських зборів; визначення джерел доходів братства та його видатки. Молодша братська організація об'єднувала як юнаків, так і дівчат міста. Воно мало назву вівтаря Непорочного Зачаття Пресвятої Діви Марії і, крім інших функцій, несло відповідальність за утримання цього вівтаря у належному стані. Сестринське братство у цекрві Св. Трійці опікувалося вівтарем Святої Катерини і почало діяти з 2 грудня 1755 року за часів єпископа Онуфрія Шумлянського. Протягом майже столітнього функціонування (1755—1846 рр.) членами сестринського братства Святої Катерини були лише 28 жінок, серед яких: Розалія Завалкевич, Маріанна Тихонович, Катерина Борецька, Анастасія Тицька, Анастасія Смульська, Маріанна Загайкевич, Євдокія Якусова, Маріанна Кульматицька, Маріанна Цьвок, Катерина Андрієвська, Катерина Куликова, Анастасія Велькович, Февросія Валашкевич, Маріанна Пучава, Анна Копчинська, Катерина Смішко, Февросія Запотоцька, Малгожата Бортятинська, Анастасія Тарасович, Маріанна Пітинська, Катерина Василевич, Анастасія Крук, Маріанна Скатка, Анна Костука, Євдокія Марготова, Анна Тарасович, Маріанна Матковська і Маріанна Клос.
При храмі Преображення Господнього (Спаса) функціонувало два братства: старше і молодше. Статут старшого братства затверджений у 1662 році перемиським єпископом Антонієм Винницьким. А 14 березня 1665 р. той же єпископ підтвердив положення статуту. Ініціаторами цього виступили передміщани Судової Вишні Семен Бродяк, Іван Завадка, Стефан Коваль, Андрій та Михайло (Василеві сини) і Лесько Сорока. При цьому ж храмі також діяло молодше братство, початок діяльності якого датується 1724 роком.
Братства очолювали два або один старший брат. У документах вони фігурують під різними назвами: старші брати, цехмістри, сеньйори (саме цей термін фігурує у документах, що стосуються церковних братств Судової Вишні), провізори, старости. Якщо когось обирали, а він відмовлявся, то змушений був оплатити покарання у вигляді трьох каменів воску. Статут братства Святої Трійці від 1563 р. передбачав покарання за відмову приступити до виконання функцій сеньйора у вигляді фунта кадила для церкви.
Братством церкви Св. Трійці переважно керувало двоє старших братів, однак з останньої чверті XVIII ст. на чолі братства стояла одна особа. Як правило вони виконували свої обов'язки протягом одного року, а на наступний рік обиралися інші. Однак бували випадки, коли двоє людей здійснювали функції старших братів протягом кількох років поспіль. Крім цього, одного старшого брата могли обирати на ще один або кілька років. Серед керівників братства Святої Трійці були у 1706 році Габріель Вуйцик та Стефан Гнатко, у 1726 році — Миколай Івануш та Стефан Борецький, у 1730 році — Стефан Кутлік і Стефан Борецький, у 1736 році — Константин Клос (радник міста) і Андрій Бернацький, у 1746 році — Теодор Дзєгдало і Дмитро Клос, у 1752 році — Стефан Вуйцик (війт міста) і Теодор Бортятинський, у 1759 та 1761 роки — Матвій Пітинський і Василь Трицький, у 1763 Єжи Богало і Теодор Бортятинський, у 1765 році — Василь Трицький і Ян Борецький, у 1766 році — Василь Сабат і Антон Бернацький, у 1767 — Теодор Бортятинський і Матвій Пітинський, у 1774 році — Григорій Борецький, у 1775 році — Теодор Бортятинський, у 1780 році — Стефан Шведзіцький.
Характерним практично для статутів усіх церковних братств був пункт про вступну оплату кожного свого братчика. Так, члени братства Святої Трійці за вступ платили по шість грошів: «хто хоче з доброї волі вступити, спочатку має дати шість грошей польського рахунку». Крім цього, щомісяця вони платили по одному грошу. Розмір цих сум був типовим для багатьох братств. Натомість ті, хто хотіли стати членом сестринського братства вівтаря Святої Катерини мали дати півфунта воску або заплатити один гріш, а також організувати обід для сестер. Братські кошти використовувалися для забезпечення богослужінь (купівля вина, кадила, проскур, свічок, підсвічників, келихів, фелонів, стихарів тощо), на догляд за вівтарями та церковними будівлями. Крім цього, церковні братства купували землю, а також надавали позики міщанам, цехам.
У Судовій Вишні функціонували дві братські школи: школа при братстві Преображення Господнього, перша згадка про яку датується 1704 роком, і при храмі Святої Трійці, відомості про яку маємо з 1734 року. Церковні братства, створюючи школи, прагнули до повного контролю над ними. Інколи виникали конфлікти між братчиками і парохом стосовно того, хто повинен керувати школою. Так, у 1704 р. члени братства Преображення Господнього скаржились єпископові на пароха цієї церкви, оскільки той позбавив функцій бакалавра Петра Яновського, якого обрало братство. Парох хотів призначити на цю посаду свого зятя Олександра Завалку. Рішення суду було на користь пароха.

### Австрійська імперія
Одразу після першого поділу Речі Посполитої (1772 рік) Галичина, а з нею парафія Судової Вишні та уся греко-католицька Перемиська єпархія, опинилась під владою монархії Габсбургів. Не могли не вплинути на розвиток греко-католицької Судововишнянської парафії реформи «освіченого абсолютизму» Марії Терезії та Йосифа II, які мали за мету покращення становища та збільшення впливу серед населення греко-католицького духовенства. Одним з наслідків цих реформ пізніше стало об'єднання у 1799 році обох парохій Судової Вишні (Святої Трійці та Преображення Господнього) на чолі з одним настоятелем Павлом Ухницьким. Як наслідок, у церкві Святої Трійці служби Божі відправлялись щоденно, а в церкві Святого Спаса лише в деякі свята — на третій день Різдва Христового, на Великдень і на престольний празник Преображення Господнього.
У другій половині XVIII ст. активізувалась діяльність братських організацій Судової Вишні у сфері купівлі землі. У першу чергу їх цікавили землі, що знаходились поблизу храму. У той же період церковні братства і парохи Судової Вишні часто надавали позики міщанам та організаціям міста. Крім цього, у місті функціонувало 2 братські школи та шпиталь, що також матеріально утримувались місцевими церковними братствами.
До першого поділу Речі Посполитої Судова Вишня була королівським вільним містом, де постійно резидував староста. Проте наступні півтора століття Судова Вишня перебувала у власності різних шляхетських родів.
1. 1780—1802 рр. — Фелікс Антоній Лось. Перший приватний власник двору, який разом з дружиною Марією Урсулою (Маріанною) Мощенською купив маєток 23 липня 1780 р. за 57 300 золотих.
2. 1802—1806 рр. - Францішек Стадницький (1742—1810). Придбав місто з околицями 6 березня 1802 року за 160 739 золотих.
3. 1806—1818 рр. - граф Антоній Коморовський гербу Корчак (1769—1826). 1806 року він придбав маєток у Судовій Вишні за 833 000 флоринтів. Разом з дружиною Констанцією Карніцькою гербу Косцєша (1784—1861) він мав дві доньки — Генрієту (1807—1893) та Антоніну (1812—1891).
4. 1818—1891 рр. - графиня Антоніна Бонковська з роду Коморовська. У 1818 р. після смерті графа Антонія Коморовського місто успадкувала його молодша дочка, яка мала єдину дочку Ґабрієлу. Проте у батьківському маєтку проживали обидві сестри, які були поховані у родовій каплиці Бонковських у східній частині палацового парку, з протилежної сторони струмка. Усипальниця не збереглася до наших днів, її розібрали на матеріал у післявоєнний час, а сьогодні про неї нагадує лише підмурівок.
5. Наприкінці XIX століття власником маєтку став Роман Дрогойовський, який згодом продав його якомусь Стройновському.
6. 1905—1939 рр. — Ян Непомуцен Марс гербу Ноґа. Близько 1905 р. він став власником Судової Вишні. Після його смерті у 1924 р. власність перейшла до племінника Кшиштофа Марса[21].

29 вересня 1855 року Судова Вишня увійшла до складу створеного Мостиського повіту Перемиського округу Королівства Галичини та Володимирії, де перебувала до 23 січня 1867 року. В результаті чергової адміністративної реформи місцевого самоврядування було утворено окремий повіт Судова Вишня, який об'єднував 35 ґмін, а також місто було центром Судововишенського судового округу (повіту). Судововишнянський повіт проіснував до листопада 1918 року, коли регіон був окупований поляками.
У 1867 році відбулися вибори до ради Судової Вишні. Після затяжного очікування Галицьке намісництво затвердило 24 обраних до ради осіб. Серед них були римо-католицький та греко-католицький священики і 5 євреїв. 11 квітня ц. р. повітове управління у Мостиськах також організувало вибори керівника ґміни. Процедуру обрання очолював найстарший член ґмінної ради, колишній голова міста Юзеф Світальський в присутності повітового комісара Бесядецького. Головою одноголосно було обрано колишнього капітана гусарів Леона Бейковського, а його заступником став Юзеф Світальський. Крім них також були секретар Корнелій Полошинович, касир Юзеф Кальманн, лікар Герман Фреуденберг та акушерка Магдалена Трусевич. 31 жовтня 1869 р. Намісництво спеціальним декретом розпустило ґмінне управління і раду за «марнування і розкрадання публічних коштів».
Нові вибори представників міської ради відбулися 18 січня 1870 р., за результатами яких більшість колишніх радних увійшло до нового складу ради міста. У 1871 р. бурмістром Судової Вишні знову став Леон Бейковський, а його заступником — Шимон Торський. 1872 року знову відбулися вибори, в результаті яких ґміну очолив Торський. З 1873 по 1875 років бурмістром був Павло Свіщовський. Упродовж 1876—1878 рр. посада залишалась вакантною, а заступником бурмістра був Теофіл Паєцький. 1879 року бурмістром знову став Шимон Торський, який займав цю посаду до 1909 року.
Наприкінці XIX століття директором місцевої школи був Ян Олексевич.
У вересні 1895 року парохію в Судовій Вишні очолив о. Василь Кондрацький. У цей час у місті налічувалось трохи більше трьох тисяч греко-католиків. Священник отримував дохід з ерекційних наділів, епитрахильних такс (треб, які поділялись на обрядові та строго віросповідні) та із дотації (додатку із каси – конгруа). Розмір дотації залежав від обліку доходів та витрат – фасії, яку подавав парох. При обчисленні когруа враховували і чисельність громади. Рівень конгруа зростав: 1896 р. дотація становила 424 флорини і 53 крейцери, 1900 – 635 флоринів і 52 крейцери, 1905 – 1271 корону і 4 гелери (такою залишалась до 1914 р.). Щодо ерекційного наділу, то парафія у Судовій Вишні посідала 42 морги і 1479 сажнів поля.
У Судовій Вишні були дві церкви – фарна (матірна) Святої Трійці та дочірня Преображення Господнього (Спаса). У першій із них богослужіння відправлялись щоденно, тоді як у другій тільки в деякі свята, на третій день Різдва, Воскресну Утреню в день Воскресіння, на третій день Христового Воскресіння і, звісно, на празник Преображення – 19 серпня. Обидва храми були дерев’яними; назрівало питання про доцільність їх ремонту чи заміни. Спочатку довелось зайнятись дочірньою церквою – 18 грудня 1897 р. вона була знищена вогнем. До будівництва нового храму приступили швидко – уже 12 квітня 1898 р.
Напередодні Першої світової війни у судововишнянській греко-католицькій парафії діяло церковне братство церкви Св. Трійці (80 членів) та церкви Преображення Господнього (230 членів), братство дівчат «Пречистої Діви Марії» (24 членкині) і братство тверезості (240 членів)³⁰. Достеменно відомо, що братство при церкві Св. Трійці відновив саме о. Кондрацький³¹. Попереднє міське об’єднання, очевидно, повністю занепало. 15 червня 1911 року настоятель із групою парафіян Михайло Клос, Іван Івашко, Михайло Кухта, Михайло Івашко, Теодор Клос, Теодор Тиндик, Іван Тритяк, Антін Шеремета, Дмитро Іванський та Теодор Прокопович звернулись до ц.-к. Намісництва із просьбою про дозвіл на реєстрацію братства. Статут церковного товариства був затверджений в Єпископському ординаріаті 22 травня того ж року.
На початку XX століття у Судовій Вишні розпочала діяльність кредитна спілка «Віра», керівником якої був місцевий мешканець Володимир Струсевич. Кредитна спілка стала фінансовою базою для побудови Народного дому, яка завершилася у 1912 році. В актах цісарсько-королівського нотаріуса у Судовій Вишні Людвіка Деллера, які збереглися у Державному архіві в Перемишлі, є протокол зі зборів засновників спілки, а також його статути. Події відбувались 15 березня 1905 р. у помешканні судововишнянця Антонія Макарухи. Нотаріус занотував, що прибув туди на запрошення місцевого пароха о. Кондрацького і застав у будинку 19 осіб, яких у протоколі перечислив. Це були, окрім згаданого священника та власника помешкання, – парох зі Стоянець Антоній Жолкевський, сотрудник із парафії в Судовій Вишні о. Іван Камінський, ц.-к. судовий канцеліст у Судовій Вишні Іван Хамек, директор народного дому у Мостиськах Захар Скварко, касир ґміни Судова Вишня Іван Яремчишин, секретар ґміни у Судовій Вишні Володимир Струсевич, парох у Вовчищовичах о.Микола Кушнір, д-р Тадей Гриневич з Судової Вишні, купець з Судової Вишні Стефан Біленький, рільники-судововишнянці Ілько Степаняк, Дмитро Іванський, Антоній Костецький, Михайло Клос, Теодор Тиндик, Антоній Степаняк (син Михайла), Іван Степаняк (зять Даца). У 1906 р. організація об'єднувала 462 членів, серед яких господарів-селян було 375, священників – 9, світської інтелігенції – 12, промисловців і ремісників – 40, жінок – 24, інституцій – 2. Наприкінці 1911 р. кількість членів зросла до 1091 особу. Суттєво зросла кількість ремісників і купців – їх було уже 71, а також жінок – 72 членкині. Тоді ж загальний оборот кредитної установи складав 808 081 корону і 52 гелери.
У 1910 році раду ґміни розпустили. Тимчасове урядування здійснював конципіст (службовець, помічник адвоката) Намісництва, а пізніше почесний громадянин Судової Вишні Владислав Вейссброд. Виборів бурмістра не проводили з 1911 по 1914 рік, а протягом цього часу керівником ґміни був місцевий дідич Ян Марс.
На початку XX століття місто перейшло у власність Яна Марса з роду Нога (пол. Jan Nepomucen Stanislav Vitalis Mars herbu Noga), а після 1924 року — його племіннику Кшиштофу Марсу Нозі (1897—1974).

#### Промисловість. Ремісництво. Торгівля
У другій половині XIX століття Судова Вишня була звичайним галицьким містом із телеграфом і поштою. Життя вирувало довкола ремісництва й торгівлі, почали з'являтись фабрики. Традиційними у житті міщан залишались ярмарки – у середу після нового року, у середу після Зелених свят, а також 26 липня та 29 вересня. У «Галицькій адресовій книзі» Яна Бурґера можна знайти інформацію про ремісників Судової Вишні, зокрема, водопровідника Ігнація Стайєра, мідника Ойзера Шмідта, гончаря Францішека Завадського, коваля Івана Світлика, муляра Юліана Кузняського, столяра Юзефа Балабуха. Для чоловіків одяг шив Ґжеґож Ступек, для жінок – Ребіх Шепс. Шевцями були Дмитер Тиханович і Ян Вільд. Торгівля перебувала переважно у руках євреїв. Продажем дерева займався Мойсей Шторх, спеціями торгували Шімель Деґен, Генрик Дейліх, Міхал Добжанський, Якуб Гутманн, а спеціями і винами – Фердинанд Куля. Торгівля збіжжям перебувала у руках Лемля Лібермана і Каселя Охренштейна; залізо продавав Давід Ґотлеб. Було двоє українських купців, що торгували різними товарами, – Петра Даниляка та Стефана Біленького.
У Судовій Вишні діяла цегельня, яка належала графу Роману Дрогойовському та Шимону Шварцу. Граф також володів тартаком. Була ще й паперова фабрика, яка згоріла у 1890-х роках. Поштовх до розвитку промислового виробництва у Судовій Вишні задала родина Марсів, яка осіла у місті у 1890 році. Кшиштофу Марсу належала механічна парова фабрика «Junta». Основною її продукцією була цегла та дахівка. Цегельня у день давала продукції в 700.000 штук цегли (у рік – 5.000.000). Дахівка надходила до Скнилова й Станіславова. Також у власності Марсів був млин на електричному двигуні («електрівня»), який згодом був проданий місцевому єврею.
Віддавна у Судовій Вишні «христіанскіи столяри» займалися виготовленням паркетів. Промисел давав добрий дохід, бо продукція «по поводу своей солидности и дешевыхь цѣнь находила широкій сбыть въ краю». Попит був настільки високим, що паркет зі Судової Вишні відправляли до Львова, Чернівців, Кракова та навіть Відня. Період процвітання паркетного ремесла тривав недовго. Зовсім скоро обсяги будівництва уповільнились – не лише у Львові та Чернівцях, де головно збували свою продукцію вишенські майстри, а й у Кракові та столиці монархії Габсбургів. На момент кризи в галузі у 1873 році у Судовій Вишні працювало загалом 97 виробників паркету. В середньому кожен майстер у день виготовляв 5 штук, тобто всі разом – не менше 485, відтак місцеві майстри у рік продукували близько 97 000 штук паркету (масою у 9700 центнерів). Проте уже через десятиліття працювало лише 42 майстри та 64 челядники, котрі виготовляли у рік 54 450 штук (станом на 1883 р.). Найбільш активним у цій справі був Шмуль Кох, який не був ремісником, проте налагодив широке виробництво підлоги, а завдяки діяльності свого фактора Ашера Ґельцера, перетягував на свій бік традиційних покупців вишенських професійних майстрів. Паркетне виробництво у Судовій Вишні на початку 1880-х давало змогу майстрам й челядникам виживати, про розвиток промислу не йшлося. Об’єктивно проблема полягала в тому, що старий ремісничий лад не міг конкурувати з фабричним чи заводським виробництвом. У ґміні були певні спроби підтримати місцевий паркетний промисел. Міська влада виділила 2000 золотих ринських на закладення школи – вкрай необхідної для підтримки високого рівня виготовлення продукції, але цього було замало. Хоча підлога зі Судової Вишні надалі цінувались, на що вказує її поява на будівничій виставці 1892 р. у секторі столярських виробів – свою продукцію демонстрував найвідоміший судововишнянський майстер Юзеф Труханович.
Стрончак ініціював створення промислової школи, а також організував товариство, метою якого було закладення фабрики паркетних виробів. Місцеві столяри-християни створили «Товариство паркетно-столярське у Судовій Вишні», яке було зареєстровано у Цісарсько-королівському окружному торговельному суді у Перемишлі 25 лютого 1895 року. Товариство очолив Юзеф Труханович, якого не видно у складі дирекції за 1895 р. Крім цього функціонувала фабрика паркетів, яка належала Антонію Кралю та М. Рехесу. Ініціатива створення паркетно-столярського товариства належала Роману Дрогойовському, який 1894 році купив маєток Судова Вишня з околицями (усього 1 800 моргів). Він був знаним у Галичині промисловцем, придбав новий маєток, аби реалізувати тут свій проєкт зі створення акційної фабрики хімічної продукції (кошторис становив 1,2 млн корон). У склад дирекції на момент утворення увійшли: директор – граф Роман Дрогойовський, касир – Юзей Шепетовський, магазинер – Юзеф Огли та контролер – Владислав Хан. Заступником директора обрали Адольфа Севковського, заступником касира – Людвіка Пашковського, заступником магазинера – Міхала Добжанського, а заступником контролера – Станіслава Чеховича. Усі члени Дирекції проживали у Судовій Вишні. Метою товариства було налагодження постачання матеріалів для виробництва паркетів та інших столярських виробів, а також заміна деяких ручних процесів автоматизованим виробництвом із використанням нового обладнання. Товариство ставило собі за мету посередництво у продажу виробів своїх членів, а також купівлю коштом власного фонду цієї продукції з її подальшою реалізацією. Проте втілити задум не вдалося, а сам Дрогойовський хутко продав маєток, не залишивши в історії Судової Вишні помітного сліду. Невдовзі занепало й «Товариство паркетно-столярське у Судовій Вишні». 15 жовтня 1900 року окружний суд у Судовій Вишні викреслив спілку з реєстру заробіткових і господарських товариств. Зазначалось, що організація була розв'язана ухвалою загальних зборів її членів, які зібрались 31 травня 1897 р.
З початку XX століття в місті починають виникати товариства, які мали на меті організувати промислове виробництво. Йдеться про філії відповідних польських організацій, які діяли у Львові чи Кракові. У Судовій Вишні через свій комітет діяла «Ліга промислової допомоги». Склад комітету був обраний на промисловому вічі 19 вересня 1905 року: головуючий – бурмістр Шимон Торський, секретар – Володимир Струсевич (секретар магістрату). Попри кількаразові спроби, комітету не вдавалось створити власне промислове товариство. Цією справою занявся вишнянський адвокат Якуб Кохане. 24 квітня 1910 року відбулося одне з чергових промислових віч. Число учасників і їхня увага до реферату делегата «Ліги» секретаря Соколовського («Праця товариств промислової допомоги в краю») та співдоповіді Богдана Криштофовича («Про бойкот прусських товарів») обіцяла значне пожвавлення праці. Щоб реорганізувати товариство і тим самим відновити його діяльність, на вічі обрали членів управління, а саме: головуючого Яна Марса та членів: суддю Жигмунда Пляхнера, адвоката Якуба Кохане, будівничого Томаша Тихоновіча, аптекаря Адольфа Блюма, учительку Стефанію Саланяк, столяра Францішека Штайєра, муляра Юліана Кузьнярського, податкового службовця Юзефа Лео, нотаріуса Людвіка Деллера, паркетного майстра Юзефа Краля та учитель Емілію Міснякевич.
Працювала фабрика «Стар», котра існувала щонайменше з 1926 року (згідно даних патентового управління). Основною продукцією був сурогат кави. Серед товарів фабрики замінник кави «Kolinka», який продавався в упаковках по 100 грам. Акційна спілка – власниця фабрики мала садибу у Львові. В числі акціонерів були польські, чеські, словенські та хорватські купці. Мережа фабрик з виробництва кавового сурогату охоплювала такі міста в різних країнах, як Колін, Любляна, Ржичани, Хропін, Прасцеїв і Судову Вишню. У Судовій Вишні відкрили філію Колінської фабрики, причому з найновішим устаткуванням (зокрема, споруджено сушарню). Для виробництва продукції використовували суто сировину місцевого походження.
З 1935 року в Судовій Вишні функціонувала фабрика мила Х.Глянзмана. Продукція призначалась для миття та прання. Серед найвідоміших найменувань – мило «Золота ренета» («Złota Reneta»).

### Перша світова війна
Після початку Першої світової війни на теренах Східної Галичини відбувалися бої між збройними силами Австро-Угорщини і царською армією Російської імперії. Одним з учасників тих подій на стороні австрійської армії був місцевий кравець Йосип Губаль, який був артилеристом у складі Легіону Українських Січових Стрільців.

#### Польсько-українська війна
З 1 листопада 1918 до травня 1919 року Судова Вишня знаходиться у складі Західноукраїнської Народної Республіки. 9 січня 1919 року наступом зі Львова, поляки зайняли Судову Вишню разом з населеними пунктами Мшана, Домажир, Рясну-Руська і Козичі. Під час Польсько-української війни 18 березня 1919 року командувач польських військ генерал Івашкевич тимчасово переніс ставку командування польської армії, яка з 11 листопада 1918 року знаходилась у Перемишлі, до Судової Вишні.
Для повернення контролю українців над Львовом була розроблена Вовчухівська операція, яка розпочалася 16 лютого 1919 р. Головною метою першого етапу був рішучий наступ 7-ї Львівської та 8-ї Самбірської бригад на ділянку між Судовою Вишнею та Городком із захопленням залізничного шляху, щоб перерізати сполучення Перемишля зі Львовом, а також розгромити городоцьке угрупування польських військ і оволодіти Городком. Операція розгорталась сутужно, не в останню чергу у зв'язку з тим, що польській розвідці вдалося отримати інформацію про плани. Генерал Розвадовський встиг підсилити свої частини у Судовій Вишні та Городку. Запеклі бої тривали на усіх ділянках українського наступу. Вдало розвивалися події на фронті, де курені поручників Гладиловича і Левицького з групами отамана Карла Гофмана наступали на Судову Вишню. Вони зайняли Довгомостиська, Дмитровичі, Стоянці, Бар, Вовчухи. Українські частини підійшли до залізниці на відтинку Судова Вишня — Городок так близько, що тримали її під обстрілом. Незабаром поляки вислали сильні резерви з Перемишля і Мостиськ до Судову Вишню, до передмість якої дійшли українські передові частини. Був підірваний польський бронепоїзд, а також знищений відтинок залізничного полотна на схід від Княжого Мосту. Наступного дня біля Судової Вишні пущено під укіс ще один польський бронепоїзд.
19 лютого перервали залізничне сполучення Лювова з Перемишлем на великій ділянці від Братковичів до Родатичів і посилили атаки на Львівський гарнізон та Городок, на оборону яких поляки скерували групу генерала Вацлава Івашкевича. Вже наприкінці цього ж дня поляки розпочали контрнаступ, який здійснила група полковника Аурелія Серди, яка з Городка вздовж залізниці на схід після запеклих боїв відбила Вовчухи і Бар. Тоді ж за допомогою свіжих сил вони контратакували з Судової Вишні і зайняли Довгомостиська. 21-23 лютого частини 3-го корпусу УСС відбили контратаки поляків і закріпилися по лінії Довгомостиська — Милятин — Бар (1-й курінь поручника Б. Гладиловича), Вовчухи — Долиняни (1-й курінь поручника О. Івашовича)та Стоділки — Угерці (2-й курінь сотника О. Станіміра). 24 лютого фронт стабілізувався, а наступного дня війська отримали наказ Начальної Команди Галицької Армії припинити бойові дії у зв'язку з перемир'ям, нав'язане українському командуванню Антантою. На згадку про ці події із східної сторони с. Княжий Міст поруч із залізничною колією у 1919 р. була насипана Братська могила Січових Стрільців, в якій поховані 13 січовиків Гуцульського куреня, а саме десятник Іван Думка з Катеринослава, хорунжий Петро Щирба з Яворова, стрільці Ілля Бардин з Дмитрович, Петро Гуль та Антін Клос з Судової Вишні, Володимир Іваницький з Рогатина, Іван Перчинський з Гусакова, Юрій Ляшкевич з Любачева, Іван Телеп з Віжомлі, Іван Сорокевич з Олешич, Іван Коченаш з Перемишля, Іосип Дідич з Ольшанич.

#### Польська окупація
Від травня 1919 до 15 травня 1923 року місто, як і весь край перебував у підпорядкуванні тимчасової адміністрації Польщі, яка була ухвалена за підсумками Паризької мирної конференції 26 червня 1919 року.
У грудні 1920 році Судова Вишня була включена до складу Мостиського повіту Львівського воєводства Другої Речі Посполитої. Від 15 травня 1923 до 16 вересня 1939 року місто було центом сільської ґміни (громади) Судова Вишня. 15 червня 1934 року територія міста розширена шляхом приєднання частини території села Бортятин. 1 серпня 1934 року було створено міську ґміну Судова Вишня у межах Мостиського повіту. До неї увійшли 9 довколишніх сіл: Бортятин, Волостків, Дмитровичі, Довгомостиська, Загороди, Заріччя, Княжий Міст, Кульматичі і Никловичі. Такий поділ залишався до 1941 року, коли Західна Україна була окупована німцями.
З 1 січня 1935 року у Судовій Вишні першою у Мотиському повіті з'явилася централізована електрична мережа. Струм для неї виробляла електростанція, яку на базі млина збудували її вланики Ігнацій Штейнер і Бертольд Ротман. Роботи над її будівництвом розпочалися ще у 1928 році, проте через тривалі суперечки між власниками, керівництвом міста та повіту і міністерством вона була введена в експлуатацію лише через 8 років. Спершу ґміна отримала від міністерства дозвіл на експлуатацію мережі, тоді як власник млина зобов'язався постачати струм. Регулярне постачання електроенергії мало розпочатись 1 жовтня 1938 року. Електроенергія постачалася по шести напрямках міста: а) від млина вздовж головного гостинця і до римо-католицького костелу (735 м); б) від костела вздовж публічної дороги званої «Під двором» і до резиденції (маєтку) дідича Яна Марса; в) від млина вздовж гостинця і до підніжжя Комарової гори (380 м);
г) лінію, в котру входила так звана залізнична вулиця (сьогодні вул. 1-го Листопада), тобто, від ресторації Якуба Штрауса у напрямку залізничного вокзалу, аж до мосту, що розташований за будинком суду (225 м); д) лінію від нового мосту і через бічну вулицю понад рікою, далі — від ділянки Стефана Душинського і через вулицю, звану «Над рікою», до ринку (175 м); е) від млина через міст на Плебанках до місцевої скотобійні.

#### Український кооперативний рух
Після ПСВ у місті діяла українська кредитна спілка «Народний Дім», з якою у 1923 році об'єдналася довоєнна спілка «Віра». Перед війною її директором був Володимир Струсевич, згодом Іван Третяк, а у 1920-х роках вже об'єднану структуру очолювали Теодор Бобак (1923—1926) і адвокат д-р Петро Гайдучок (1926—1932). Головами Управа спершу був колишній керівник Теодор Бобак, після нього емеритований суддя Володимир Гаєцький, а з вересня 1927 р. — Григорій Клос.
У 1924 р. з ініціативи Петра Гайдучка розпочалося створення повітової молочарсько-споживчої спілки «Єдність», діяльність якої мала бути зосереджена на допомозі меншим молочарням у селах, т. зв. «сметанковим стаціям». Проте ця спроба виявилась невдалою. При ній діяла крамниця, власником якої після ліквідації спілки став Стах Макаруха. Водночас власником крамниці при кредитній спілці «Народний дім», що спеціалізувалась на споживчих товарах, незабаром після її відкриття став Петро Даниляк, який був членом Управи спілки.
У 1924 році у середовищі кредитівки «Народний Дім» розпочався конфлікт між двома групами: старою інтелігенцією, лідером якої був Теодор Бобак та Іван Третяк і молодшим поколінням на чолі з Петром Гайдучком, на стороні якого були Григорій Клос, Стах Макаруха, Гриць Шот, Роман Івашко, Іван Юрас, Михайло Дигдало, Іван Качмарик, Маріян Кушик і Юрій Стах. Сторони звинувачували одна одну у зловживаннях з грошима і недбальстві в роботі, що були обґрунтовані у випадку з претензіями до Теодора Бобака, який залишив після себе борг у сумі 6 278 злотих. Протиборство вдалось залагодити у 1927 році, зокрема завдяки старрян місцевого лікаря д-р Романа Ґоцького. На початку 1930-х років Петро Гайдучок переїхав працювати адвокатом до Рудок, а під час ДСВ емігрував до США, де помер 5 вересня 1966 року у Нью-Йорку.
У 1920—1930-х роках у Судовій Вишні активно діяли філії товариства "Просвіта ", "Рідна школа ", "Сільський господар " (заснована завдяки старанням секретаря УНДП д-р Мирослава Здерковського), руханкові товариства «Січ», "Сокіл " і "Луг «. Усі вони знаходились у приміщеннях Народного дому.
Друга спроба започаткувати молочарню відбулася на початку 1930-х років, цього разу успішно. Повітова молочарня у Судовій Вишні виникла в результаті перенесення сюди молочарні із Дидятич. 7 вересня 1931 року згідно рішення Дирекції „Маслосоюзу“ вона була прийнята до кооперативу. Її посвячення відбулась 13 серпня 1933 року. Молочарня розмістилась на місці кооперативної пекарні, яку тимчасово перенесли до будинку сторожа. 1933 року молочарня у Судовій Вишні мала 20 збірень молока і 497 постачальників.
Справи у судововишнянській молочарні не йшли гладко. Краєве господарсько-молочарське товариство викупило усе її обладнання, тому фактично перебрало й управління над нею. Поступово справи налагодились. Згідно державної оцінки масла 1934 року, продукція з Судової Вишні отримала другу класу (як і 37 інших молочарень „Маслосоюзу“). За даними звіту за 1934 р. судововишнянська повітова молочарська спілка мала 16 збірень і 520 постачальників. А тому 31 грудня 1934 р., вона була повернена під управління місцевої адміністрації.
З 24 січня до 10 лютого 1934 року у Судовій Вишні при філії товариства „Сільський господар“ за співучасті „Маслосоюзу“ і повітової молочарні відбувся господарсько-ветеринарійний курс. На курс записалось 60 господарів з довколишніх сіл. Курсанти слухали виклади з ветеринарії, годівлі домашніх тварин, контролю молочності, управи ріллі, а також про кооперацію і роботу у „Сільськім Господарі“.

#### Українське політичне життя
Крім молодого адвоката д-р Петра Гайдучка у Судовій Вишні також працювали Володимир Гаєцький, емеритований судовий радник Іван Цурковський, адвокат конципієнт Тиндик, польський адвокат З.Атлас і суддя Маріян Коляджин. З ім'ям першого пов'язаний політичне протистояння в українському середовищі після невтішних результатів місцевих виборів 1927 року і парламентських виборів до Сейму 1928 року. Місцеві прихильники Української партії праці на чолі з Петром Гайдучком мали тривалий конфлікт з керівництвом та видними діячами місцевих кооператив і освітньо-просвітницьких товариств, які симпатизували місцевому осередку Українському національно-демократичному об'єднанню під керівництов лікаря д-ра Романа Гоцького. Самого лікаря, якого обрали на голову повітового виборчого комітету, вони звинувачували у спробах порозуміння з комісарем Судової Вишні поляком Емілем Огли. Українці розраховували на щонайменше одну третину мандатів, проте отримали лише сім, тоді як поляки здобули 22 мандати, а євреї — 19. Згодом Гайдучку вдалося усунути з управи кооперативи „Український народний дім“ дотеперішнього директора Теодора Бобака та його однодумців, проти чого проти виступив місцевий парох о. В.Полянський. „Гайдучківці“ закидували священику необґрунтовані витрати при закупівлі ділянки (300 кв. м) вартістю 1000 доларів під захоронку (дитячий садок), для чого церковне братство вирішило продати 4 морга поля.
10 січня 1928 року у Судовій Вишні відбулися збори Української партії праці, на які прибули гості зі Львова — представник Головної управи партії Кость Личківський, а також із Перемишля — адвокат д-р Роман Секела. У виборчий комітет УПП було обрано 10 судововишнянців та 6 селян. Особливо активними на зібранні були Іван Кушик, Михайло Кухта, Маріян Кушик, Григорій Колос, Теодор Губаль, Еміль Будзин, Стах Макаруха. Дещо раніше відбулися аналогічні збори місцевого осередку УНДО, на які зі Львова приїхав адвокат д-р Марітчак. При формувані складу виборчого комітету ніхто з присутніх не забажав увійти до його складу, тоді як Теодор Бобак, Михайла Дигдали й Михайла Бущака були пасивними.
25 січня 1928 року представники УПП організували у великій залі Народного дому велике віче за участі близько 1000 осіб. До президії було обрано головою Еміля (Омеляна) Будзина з Дмитрович, заступником Михайла Бущака з Волосткова та секретарем Івана Кушика. За підсумками зборів був сформований виборчий список кандидатів до Сейму. Перемишльський адвокат Роман Секела був першим кандидатом від УПП (ч. 26) в 49-му окрузі (Мостиська, Городок, Рудки, Самбір, Старий Самбір, Ліско). Іншими кандидатами у списку стали Михайло Дигдала (господар із Судової Вишні), Еміль Будзин (селянин із Дмитрович повіт Мостиська), Микита Костишин (селянин із Вороціва повіт Городок), Юрко Пастернак (селянин із Конюшок Семянівських повіт Рудки), Євстахій Кривовяза (римар із Ліска). У тому ж 49-му окрузі кандидатами від УНДО (ч. 18) були Гриць Тершаковець із Якимчиць Рудківського повіту і адвокат д-р Степан Біляк з Городка.
За результатами парламентських виборів у 49-му окрузі з 245 129 виборців, які мали право голосувати, свій вибір зробили 180 786 громадян. Кандидати від УНДО набрали 46 306 голосів, що дозволило партії отримала два мандати, а саме Грицько Тершаковець і Степан Біляк. Водночас сумарно шесто кандидатів по списку УПП в окрузі отримали 4 467 голосів, що не дозволило їй отримати жодного мандату до Сейму.

#### Українське культурне життя
У 1920-1930-х роках до Судової Вишні щонайменше тричі приїздили з концертами хори під мистецьким проводом диригента Дмитра Котка. Перший раз 11 жовтня 1925 року був концерт Українського мішаного хору, вдруге 16 вересня 1929 року — Наддніпрянського хору, втретє 9 і 15 вересня 1936 року — Українського національного хору.
У проміжку між 1927—1939 роком на сцені місцевого Народного дому виступали актори п'яти театрів, а глядачі побачили щонайменше 44 вистави. Найпопулярнішими в репертуарі були постановки „Маруся Богуславка“ (поставлена тричі) і „Ой не ходи, Грицю“ (двічі), тоді як інші не повторювались. Першим із мандрівних театрів, який відвідав Судову Вишню у березні 1927 року, був Новий український театр під керівництвом Панаса Карабіневича. Наступним театром, який гастролював у місті на початку 1930-х, листопаді 1936 і весною 1937 років був Український молодіжний театр „Заграва“ під керівництвом І.Волощука і Володимира Блавацького. У квітні 1935, 1936, восени 1937 і 1938 року на сцені місцевого Народного дому виступали актори Українського народного театру імені І.Тобілевича під керівництвом Йосифа Стадника. Останньому так сподобалась акторська майстерність місцевої Антоніни Тарнавської (Колцьо), що він запросив її до свого театру. Також восени 1937 і 1939 року у Судовій Вишні гастролювала трупа Українського народного театру імені М.Садовського, яка показала рекордну кількість — шість вистав. 1938 року Судову Вишню відав Український театр ім. І.Котляревського.

#### Товариство „Сокіл“
Наприкінці 1920-х років у Судовій Вишні розпочало свою діяльність гніздо товариства „Сокіл“». Заяву з проханням про створення осередку у воєводство було скеровано 14 липня 1928 року. Звернення підписали Іван Цурковський, студент медицини Михайло Яремчишин, Осип Рибачевський, о. Андрій Федьків, Емілія Губаль, студент права Антін Клосовський, студент права Михайло Костецький, Стефан Пітьо і Михайло Кухта.
У вересні 1929 у Львові відбувалось урочисте святкування Сокільського свята з нагоди 35-ліття товариства, участь у якому брало двоє представників із Судової Вишні. 13 квітня 1930 р. судововишнянські соколи організували руханково-вокальний вечір в честь Тараса Шевченка. У вересні 1930 році на громадській площі відбувся фестиваль, на який прибули також гості гуртка «Лугу» з Дидятич (20 осіб під керівництвом Дмитра Хировича), з Годинь (27 осіб під керівництвом Теодора Романиці), осередків «Сокола» з Яворова, Довгомостиськ і Бортятина. Також готувалося свято на 8-9 серпня 1931 року, проте безпосередньо у день свята з Мостиського повіту прийшла заборона на проведення заходів.
3 лютого 1935 року місцевий осередок товариства провів чергові Загальні збори товариства, на яких було обрано нове керівництво: голова Осип Губаль, місто-голова Нестор Гнатишак, справник Антін Сеймівський, господар Омелян Світлик, скарбник Микола Андрейко, начальник Василь Кухта, заступники Степан Литвинський і Юліан Клос, контрольна комісія у складі Василь Баляк, Любов Івашко та Степан Лялюк. У зв'язку із змінами у статуті 7 липня 1935 року відбулися позачергові Загальні збори, на якому знову обирали нову старшину. Головою повторно обрали Осипа Губаля, проте появились двоє місто-голів — Степан Козак і Омелян Добрянський. Справником став Степан Лялюк, скарбником Антін Червінський, господарем Ярослава Дигдало, провідниками вправ Ольга Клос, Ступан Кухта, Іван Івашко. 14 січня 1936 року на чергових Загальних зборах головою переобрали Осипа Губаля (зовсім незабаром його змінив о. Осип Яхимович), місто-головою Омеляня Добрянського, справником Василя Кухту, скарбником Миколу Андрейка, господарем Романа Дигдалу, начальником Степана Литвінського. Заступниками стали Юліан Клос та Слава Дигдалівна, а в провірочну комісію вибрали Василя Шота, Миколу Колця та Євгена Іванського.
У 1936 році на Краєвих спортивних змаганнях «Сокола» у Львові Судову Вишню представляли 7 осіб серед 162 учасників. Переможцем у метанні диску став судововишнянський спортсмен Помірко, який обійшов 17 конкурентів. Тоді як у стрибках у висоту 4-те місце здобув Литвинський.

### Друга світова війна

#### Перша радянська окупація
15—16 вересня 1939 року під час окупації Польщі німецькими військами неподалік Судової Вишні відбувся бій між польськими частинами Південного фронту під командуванням генерала Казімєжа Сосновського та німецьким елітним моторизованим полком SS-Standarte Germania. Проте вже 17 вересня 1939 р. Червоною Армією окупувала Західну Україну і місто увійшло до складу СРСР, де залишалося до липня 1941 року. За час першої радянської окупації у місцевій катівні НКВД убило близько 70 осіб, про що сьогодні нагає братська могила неподалік школи.
В останні тижні напередодні ДСВ у с. Віжомля обов'язковий військовий вишкіл проходила група студентів філософського факультету Ягеллонського університету, серед яких також був Кароль Войтила. Разом з іншими студентами майбутній Папа Римський Іван Павло II допомагав будувати місцеву школу й мостити дорогу поміж Яворовом і Судовою Вишнею. Вони будували школу на два класи і на другому поверсі помешкання для вчителя.

#### Німецька окупація
На початку німецько-радянської війни місто знову окупувала німецька армія, яке з 1 серпня 1941 до 27 липня 1944 року перебувало у складі Дистрикту Галичина Генерал Губернаторства. 15 вересня 1941 року шляхом об'єднанням Мостиського і Рудківського повітів було створено крайскомісаріат Судова Вишня (нім. Kreiskommissariat Sadowa Wisznia), на чолі якого стояв окружний староста — крайсгауптман. Цю посаду обіймав адвокат Штокгек (нім. Stockhoeck), який водночас був крайсгауптманом сусіднього крайскомісаріату Лемберг-Гродек (нім. Kreishauptmannschaft und Gemeindeverband Lemberg-Gródek), що об'єднував колишні Городоцький і Яворівський повіти.
1 квітня 1942 року шляхом об'єднання окружних староств Лемберг-Ланд-Схід (раніше Лемберг-Гродек) та Лемберг-Ланд-Захід (раніше Лемберг-Ланд) і крайскомісаріату Судова Вишня було утворено Львівське окружне староство або т. зв. Львівську заміську округу (нім. Kreishauptmannschaft Lemberg-Land), керівником якої став оберландрат барон Йоахім фон дер Лаєн. 1 липня 1943 року було утворено Судововишнянський повітовий комісаріат (нім. Landkommissariate Sadowa Wisznia) водночас з іншими повітовими комісаріатами Жовква, Бібрка і Городок.
З 1 січня 1944 року Львівське окружне староство складалося із 47 адміністративно-територіальних одиниць, однією з яких була Судово-Вишнянська волость. Такий поділ залишався до 27 липня 1944 року, коли Галичина була окупована радянською армією.
У роки Другої світової війни у складі 1-ї Української Дивізії УНА, гренадерської дивізії «Галичина» та інших військових формацій воювали уродженці Судової Вишні Володимир Габа (нар. 1928), Євген Лукевич (1925— липень 1944, м. Броди), Михайло Лутчак (?—липень 1944, м. Броди), Стефан Маца (1918 — липень 1944, м. Білгорай).

#### Друга радянська окупація
24 липня 1944 року Судова Вишня була окупована радянськими військами. За підсумками Ялтинської конференції східні частина колишнього Львівського воєводства, у тому числі Судова Вишня, увійшли до складу УРСР, де залишалась до 1991 року. У 1939—1941 та 1944—1959 роках місто було центром Судово-Вишнянського району Дрогобицької області.
10 січня 1940 року політбюро ЦК КП(б)У розглянув питання про районний поділ Дрогобицької області. Було ухвалено рішення про створення Судово-Вишнянського району, який проіснував до початку німецько-радянської війни. 25 червня 1941 року радянська адміністрація разом з армією, через наступ Вермархту, були вимушені залишити Судову Вишню, а район призупинив свою діяльність.
Проте 24 липня 1944 року радянські війська знову окупували Західну Україну. Вдруге було відновлено район з центром у Судовій Вишні, який входив до складу Дрогобицької області. До його складу входило населені пункти Загороди, Довгомостиська, Дмитровичі, Никловичі, Вовчищовичі, Твіржа, Стоянці, Дидятичі, Макунів, Тулиголове, Шишоровичі, Мистичі, Кульматичі, Мокряни Малі, Мокряни Великі, Санники, Орховичі, Вуйковичі, Королин.
Проте у вересні 1959 року Судово-Вишнянський район після чергової адміністративної реформи припинив своє функціонування, а його територія увійшла до складу Мостиського району Львівської області.

### Після проголошення незалежності
8 вересня 2016 року в результаті децентралізації Судова Вишня стала адміністративним центром Судовишнянської міської територіальної громади у межах новоутвореного у 2020 році Яворівського району Львівської області. Громада була утворена шляхом об'єднання Судововишнянської міської ради разом з Довгомостиською та Дмитровицькою сільськими радами тоді ще Мостиського району. 27 травня 2020 року територію громади було збільшено шляхом приєднання Маломокранської та Дидятицької сільських рад. Таким чином сьогодні Судововишнянська міська територіальна громада налічує 19 населених пунктів.
У 2018 році в Україні відбулося відзначення на державному рівні 650-ї річниці з часу надання магдебурзького права місту Судовій Вишні (1368).

## Бургомістри і міські голови
Бургомістрами Судової Вишні у XIX столітті були:
- Леон Бейковський (1867—1869), заступник Юзеф Світальський.
- Леон Бейковський (1871—1872), заступник Шимон Торський.
- Шимон Торський (1872—1873).
- Павло Свіщовський (1873—1875).
- 1876—1878 роки посада бургомістра була вакантна, а заступником був Теофіл Паєцький.
- Шимон Торський (1879—1909), заступник Мойсей Сторх.

Бургомістрами у 1900—1939 роках були:
- Владислав Вейссброд (1910) — конципіст ц.к. Галицького намісництва, почесний громадянин Судової Вишні, здійснював тимчасове урядування у місті (в результаті політичної кризи у місті після 1906 р.)
- Ян Марс (1911—1914) — дідич Судової Вишні, був керівником ґміни Судова Вишня, оскільки у цей період виборів бургомістра не проводилось
- Людвік Торські.
- Ян Глушкєвіч.
- Еміль Огли (Олей).
- Влодзімєж Пайгерт з роду Прус (швагер Кшиштофа Марса) — останнього бургомістра до 1939 року.

У 1940 році було вперше обрано депутатів до міської ради. У період 1941—1944 років міським головою був Петро Даниляк. У повоєнний період мером були:
- Станіслав Можиловський.
- Василь Тюменцев.
- Степан Борковський.
- Гаврило Любін.
- Петро Олексишин.

Після 1991 року міськими головами міста були:
- Володимир Яртих (3 каденції поспіль, 1990—2002).
- Йосип Москаль (2 каденції поспіль, 2002—2010).
- Олег Мартинець (2010—2015).
- Олег Станкевич (2015—2020).

Після утворення у 2020 році Судовишнянської міської територіальної громади міськими головами були:
- Зеновій Фольтович (2020—2025).

## Єврейська громада
Перед початком Другої світової війни у Судовій Вишні мешкало близько 2 тисяч євреїв. Ймовірно, що до Другої світової війни більшість євреїв на чолі з рабином у Судовій Вишні були підпорядковані рабину Чорткова, на той час як меншість підпорядковувалась рабину у Белзі. Вони жили закритою громадою і мали дві синагоги (велику і малу), школу, ритуальну лазню, цвинтар. Також вони володіли крамницями і перукарнею. З документів відомо, що у 1870—1876 роках учителем у єврейській школі при синагозі був Якуб Клюгер «Школьнік».
Статут єврейської громади у Судовій Вишні у 1898 році затвердив рабин Шмуель Бабад. 1903 року на конференції рабинів Галичини у Судовій Вишні місцевий рабин Шалом Га Коген Йоллес був одним з десяти найвпливовіших делегатів. Серед настоятелів місцевої релігійної громади (кагалу) наприкінці XIX—початку XX століття був Мойзеш (Мойсей) Сторч, а одиними з останніх — Арон Мозес і Беш Вайденбаум.
Основну статтю доходів єврейського кагалу у Судовій Вишні складали прибутки з ритуального забою худоби (для приготування кошерного м'яса). 20 березня 1933 року мостиський староста Міхал Сєнкєвіч направив лист у воєводське управління щодо бюджету єврейської ґміни Судової Вишні за 1932 р., а також новозатверджений проєкт бюджету на 1933 р. та скарги рабина Лейби Бабада. Прибутки єврейської громади у 1933 році становили 17 802 злотих. Основною статтею надходжень був ритуальний забій тварин, що приносив у рік 14 311 злотих. З забою худоби різного гатунку надходило 10 876 злотих (у 1932 році — 10 923), з дробу різного гатунку — 3 434 зл. Друга стаття доходів — лазня, з якої поступало 1880 злотих.
Загалом видатки кагалу у 1933 році становили 17 735 злотих. На оплату рабинату було передбачено 3990 злотих (у 1932 році — 3850, хоча планувалось — 4200). Ці гроші призначались рабину Лейбу Бабаду і його заступнику (підрабину) — Самуелю Бабаду. На зарплатню працівникам адміністрації синагоги передбачалося 1380 зл. На зарплатню працівникам забою виділялося 6973 зл., зокрема, різникам (шохетам) Шнельку Рехесу — 3192 зл., Давиду Гартнеру — 2461 зл., а помічнику Шушману Вейсбергу — 1320 зл. На облаштування цвинтару (кіркуту) передбачося 55 зл., утримання лазні (мікви) — 2495 зл. (обслуговування — 1320, опалення — 1000, утримання — 175 зл.). На релігійну школу (єшиву) «Талмуд Тори» виділили 360 злотих.
У міжавоєнний період у єврейській громаді Судової Вишні відбувались запеклі дискусії між представниками орктодоксального та хасидського юдаїзму, з одного боку, і сіоністами, з іншого, через роботу курсів із вивчення івриту. Ортодокси відстоювали традиційне навчання (у хедерах і єшивах), хасиди узагалі заперечували потребу освіти, асимілятори виступали за її світський формат, а сіоністи, підтримуючи ідею останніх, наполягали на вивченні івриту. 19 грудня 1924 року до Львівського воєводства надійшов лист-скарга від євреїв-ортодоксів Судової Вишні, у якому вони скаржилися на сіоністів, які створили школу з курсами івриту для близько 150 дітей. У відповідь прихильники курсів 8 січня 1925 року звернулись до староства у Мостиськах, щоб прояснити ситуацію і закликати владу не забороняти курси. Курси мали поділялись на 8 відділів (груп), з яких три відвели для учнів віком від 10 до 15 років, а 5 – для учнів віком від 15 до 22 років. Навчання проводилось тричі у тиждень. Молодші групи мали навчання після обіду, а старші – увечері. Вивчати іврит записалось 75 осіб. Із підручників використовувалась «Наша мова» (Sfatenu, І і ІІ частини) для молодших груп, а для старших учнів – хрестоматія з мови та літератури («Laszon Wasejfer»), а також «Біккурім» (Bikkurim, трактат «Мішни») і Біблія на івриті. Учителем запросили Арона Єхуда Готта, який склав екзамен перед екзаменаційною комісією «Єврейського товариства народної і середньої школи у Львові». Самі заняття відбувались у помешканні місцевої єврейки Нейдорферової (Neudorferowej) – у двох кімнатах і передпокої.
За школу івриту у Судовій Вишні намагалися вступитись сеймові посли сіоніст Давид Шрейбер (Schreiber) і лівий сіоніст (представник партії «Hitachdut») Адольф Генрік Сільберштейн (Silberschein), д-р І. Мюнцер, адвокати-євреї у Судовій Вишні – д-ри Ельяш Фрідвальд (Eljasz Friedwald) та Емануель Ґоттліб (Emanuel Gottlieb) і міщанин Вольф Каммерман (Wolf Kammerman). Справа вирішилась позитивно для Єврейського товариства та місцевих інтелігентів-євреїв: 23 квітня 1926 р. Мостиське староство повідомило Львівське воєводство, що, виконуючи воєводський рескрипт від 8 квітня 1926 р., надало дозвіл на відкриття курсів івриту в Судовій Вишні.
З тильної сторони ратуші, що добре видно з боку церкви Святої Трійці знаходиться прибудова, у якій перед ДСВ розміщувалася велика синагога. Таке рішення зумовлено тим фактом, що згідно тодішніх правил євреї не мали права володіти землею, а тому святиня була побудована на землі міста. На території колишньої Сільгосптехніки, поруч з Папірнею та очисними спорудами знаходився єврейський цвинтар (кіркут), про що сьогодні нагадують лише поодинокі мацеви.
Серед рабинів місцевих синагог у документальних джерелах згадуються:
- Шалом (* ? — 1830)
- Шмуель Бабад — обіймав посаду з 1830 р., а його нащадки були рабинами у Судовій Вишні до другої світової війни.
- Герстман Йозель — згадується у документах 1857, 1859, 1862 рр.
- Іцхак Вайтман — згадується у 1875 р., цілком можливо, що був рабином у Малій синагозі в Судовій Вишні
- Айзек Вайтман — можливо, був рабином, а також був приближеним до кагалу Судової Вишні у 1876 р.
- Шалом ГаКоген Йоллес (1866, м. Самбір — 1925, м. Єрусалим) — походив з сім'ї рабинів, з 1897 року був головою рабинского суду у Мостиськах, з 1904 року — заступник голови Верховного рабинського суду в Стрию, а після Першої світової війни емігрував до Палестини.
- Горовіц Сімхе — можливо, був рабином в Судовій Вишні з осені 1903 року, мешкав у будинку на площі Ринок; документальна згадка у 1930 році.
- Ар'є Бабад (син Самуїла) — рабин у Великій синагозі від початку XX століття й до початку другої світової війни; ймовірно, останній рабин Судової Вишні, під час Другої світової війни переховувався у с. Волостків.
- Самуель (Шмуель) бен Раббі Хаїм Бабад — підрабин (заступник рабина) в Судовій Вишні згідно документу 1933, 1934 і 1934 рр.
- Лейб Бабад — був рабином в Малій синагозі у 1937 р., згадується у документах у 1932, 1933, 1934 і 1935 років.

Після окупації міста німцями у 1941 році членів єврейської громади Судової Вишні депортували в концентраційний табір Белжець.
У Нью-Йорку на кладовищі є площа з єврейськими похованнями, яка іменується Судова Вишня.

## Історичний ареал центральної частини міста
Оскільки Судова Вишня внесенена до Списку історичних населених місць України, для неї у 2016 році було розроблено «Історико-архітектурний опорний план м. Судова Вишня з визначенням меж і режимів використання зон охорони пам'яток та історичних ареалів», що є частиною Генерального плану міста, який був затверджений наказом Міністерства культури України № 460 від 29 травня 2017 року.
Територія історичного ареалу середмістя має площу 22,1 га і охоплює територію, яка простягається з північного заходу на південний схід вздовж головною містоформуючої осі — вул. П. Сагайдачного — вул. Данила Галицького та русла р. Вишні. Вона охоплює давнє замчище, місця втрачених сакральних споруд — костелу (старий) та синагоги, ринкову площу з історичними будинками, територію пам'ятки архітектури — церкви Св. Трійці, пам'ятку монументального мистецтва пам'ятник Івану Вишенському. Таким чином до історичного ареалу входить історичне середмістя Судової Вишні, історична забудова вздовж вулиць Данила Галицького, Петра Сагайдачного, площі Івана Франка (колишньої ринкової площі), 1-го листопада та Івана Вишенського.
Планувальна структура Судової Вишні формувалася у період XIV—XX ст. навколо ринкової площі, розташованої на підвищеному мисі, з трьох боків оточеному річкою Вишнею. У межах ареалу збережена історична забудова: сакральні споруди та комплекси, громадські будівлі, житлові будинки, які переважно походять з кінця XIX ст. — першої половини XX ст. Ця забудова значною мірою має стилеві риси історицизму та сецесії, а вздовж бокових вулиць — переважно садибного типу першої половини XX ст. Найяскравішими архітектурними об'єктами і водночас міськими домінантами є храми: церква Св. Трійці, ансамбль церкви Преображення Господнього а костел Матері Божої Помічниці вірних. Громадська забудова — це Ратуша, Народний дім, колишній Будинок суду, колишня «Каса Залічкова». До третьої категорії (житлові будинки) належать Палац Марса, Будинок управителя Палацу, Будинок коваля. Архітектурно-художньою особливістю Судової Вишні є строкатість історичної забудови, різна стилістика та об'ємно-просторові рішення. Поряд з мурованою забудовою розташовані також дерев'яні житлові будівлі першої половини XX століття.
Межа історичного ареалу Судової Вишні проходить — від перехрестя вул. Кільцевої та вул. Вишинського на захід по вул. Вишинського до перетину з вул. Сагайдачного; далі на схід по вул. Сагайдачного до провулку, що веде до мосту через р. Вишня; далі на схід по південному лівому березі річки Вишні до місця впадіння в неї р. Раків; далі на північний схід по лівому березі р. Раків до перетину з вул. 1-го Листопада; далі на схід по березі р. Раків, і далі по прямій до перетину з вул. Лесі Українки; далі на південь по вул. Лесі Українки до перетину з вул. Шашкевича; далі на південний схід по вул. Шашкевича до перетину з вул. Бандери; далі на південь по межі ділянки № 33 до перетину з вул. Данила Галицького; далі на південь по межі ділянок № 36 та № 38 на вул. Д. Галицького до перетину з вул. Яворницького; далі на захід по вул. Яворницького до межі ділянок № 2 та № 4 на вул. Яворницького; далі на південь по межі ділянок № 2 та № 4 на вул. Яворницького до перетину з безіменним провулком, що йде попри східну межу території костелу; далі на південь по прямій до берега р. Вишні; далі на захід по берегу р. Вишні і по прямій до повороту вул. Кільцевої; далі на північний захід по вул. Кільцевій — у вихідний пункт опису.

## Археологічні, історичні та архітектурні пам'ятки

### Археологічні пам'ятки
Археологічне вивчення Судової Вишні розпочалось у другій половині 1950-х років з ініціативи вчителя Судовишнянської середньої школи Тадея Дмитрасевича. Він разом з учнями-гуртівцями звернув увагу на високі, напівзруйновані, але ще виразно помітні вали і рови на західних околицях міста. Про свої спостереження він у 1956 р. повідомив Львівський історичний музей та Інститут суспільних наук АН УРСР (тепер Інститут українознавства імені І. Крип'якевича НАН України). Впродовж шести польових сезонів (1957—1962) Львівська давньоруська археологічна експедиція цього інституту під керівництвом Олексія Ратича проводила розкопки та розвідкові роботи на території Судової Вишні.
Внаслідок цих археологічних досліджень вдалось виявити на території Судової Вишні кілька городищ з прилеглими поселеннями та могильниками, ділянки з поширенням археологічного культурного шару, які свідчать про розвинуту містобудівну структуру Вишні у княжій добі. В урочищах «Замчисько», «Вали» та «Деберки» виявлено городище, яке занесено до переліку археологічних пам'яток як «Судова Вишня I» (кінець X—початок XII століття), а городище в урочищі «На Чвораках» — під назвою «Судова Вишня II» (XII—XIII століття).
- Городище «Судова Вишня I» розташоване на південно-західних горбистих околицях сучасного міста в урочищах «Замчисько» та «Вали». Його територія обмежена з півночі крутим схилом до долини лівого берега р. Вишні, від заходу та сходу — глибокими ярами, якими течуть струмки. Центральне місце на городищі займає урочище «Замчисько», яке поділяється на північну та південну частину. Південна частина (дитинець) найвища і має вигляд зрізаного конуса, діаметр якого 70 на 80 метрів. По всьому периметру він був оточений земляним валом і ровом. Вал зберігся із заходу, півночі та сходу і його висота в різних місцях сягала від 2—3 метрів до 6 метрів. Друга північна частина урочища «Замчисько» була відділена з південного сходу від дитинця ровом завширшки 4—5 метрів. вона була нижча від південної частини і мала вигляд округлого пагорба з рівною поверхнею площею до 4 га.

На південний схід від дитинця розташоване урочище з характерною назвою «Вали», яке відділене від нього слабо помітним ровом. Це урочище площею 5—6 га має круглі схили з північного та північно-східного боків та пологі з південного та південно-східного боку. Археологічні матеріали княжої доби траплялись тільки на поверхні північно-західної частини урочища суміжної з дитинцем.
Городище та могильник XII—XIII століть в урочищі «Деберки», що розташоване на вул. Терешкова. Воно знаходилось за 200—300 метрів на схід від урочища «Вали» і має вигляд овального пагорба розміром 100×30 метрів. Його поверхня була сильно знищена вибиранням глини для господарських потреб. 1962 року Тадей Дмитрасевич також виявив підкурганне жіноче поховання X століття в урочищі «Лівонська дебра», що на схід від урочища «Деберки».
Під час розкопок городища «Судова Вишня I», проведених у 1957—1962 роках, виявлено житлові, господарські та оборонні об'єкти, які характеризують різні етапи функціонування цього поселенського комплексу. До найстарших на південній частині урочища «Замчисько» належали житлові й господарські напівземлянкові споруди неукріпленого поселення X століття. Напівземлянкові споруди представлені тут 17 об'єктами, які мали різний стан збереження. В плані переважно споруди прямокутної форми з стінками розмірами від 3 м до 6,5 м (11 об'єктів), які напевне були житловими будівлями. У заповненні напівземлянкових споруд виявлено значну кількість речових знахідок серед яких переважали уламки кераміки, знайдено також кістки тварин, окремі вироби з каменю та металу. Наявність типових горщиків, виготовлених на гончарному крузі та ліпних сковорідок і мисок дозволяє приблизно датувати споруди X століттям.
Наприкінці X—початку XI століття на території цього поселення була побудована княжа фортеця (город), яка перебудовувалася, відновлювалася і функціонувала аж до першої чверті XII століття. Після відомих за писемними джерелеами походів київського князя Володимира на ляхів (981 р.) та хорватів (992 р.) великокнязівська влада взяла під контроль на Підкарпатті не тільки Перемишль. але й побудувала мережу військово-адміністративних пунктів для посилення централізації влади та налагодження контролю за важливими торговельними шляхами. Одним з важливих результатів досліджень цього городища стало відкриття воріт у західній частині валу. Розкопки встановили, що перед воротами заз овнішнім схилом валу був викопаний рів завширшки 3 м, який на момент розкопом був майже повністю засипаний.
- Городище «Судова Вишня II» розташоване у східній частині сучасного міста, за приблизно 3 км на схід від городища «Судова Вишня I», в урочищі «На чвораках». Він займає частину мису між р. Вишнею та Міським потоком і має трикутні форму з сторонами довжиною приблизно 120×170×180 метрів. Площа городища була обмежена від заходу р. Вишня, з північно-західного боку потоком, від південного сходу — болотистою низовиною. Воно складалось з двох частин. Південня частина (дитинець) мала вигляд зрізаного коносу приблизно округлої форми розмірами 80×70 метрів і своєю фортецею, яка розмірами була подібна до дитинця городища «Судова Вишня I». По всьому периметру дитинець був оточений валом, висота якого із зовнішнього боку сягала 5—6 м. Друга частина городища (город) розміщувалася на північ від дитинця. Ще до ДСВ частково простежувалися земляні укріплення городища, зокрема вал, який відділяв мис із напільного боку. Хребтом цього валу на ділянці між р. Вишнею та безіменним потоком з північного заходу на південний схід нині проходить вимощена каменем дорога з добре помітними схилами з обох боків[50].

Площа городища віддавна використовувалася під городи і постійно нівелювалася. Наприкінці XIX — початку XX ст. окремі ділянки городища були забудовані господарськими і житловими будівлями панського фільварку, який розміщувався на північний схід від городища. Після ДСВ територія городища була зруйнована кар'єром, в якому добували глину для заводу по виготовлення цегли та черепиці, який розташовувався за шляхом на південь від городища. Тоді бульдозирами майже повністю були нівельовані аж до материкової глини культурний шар та залишки оборонних укріплень і переміщень на берег р. Вишні. В результаті таких дій на території колишнього дитинця і частково посаду (окольного города) утворився глибокий котлован. По закінченню експлуатації кар'єру наприкінці 1950-х років вся площа знову була зрівняна бульдозерами і тепер повністю забудована житловими спорудами.
Археологічні дослідження на території городища «Судова Вишня II» через значне руйнування пам'ятки обмежувалися лише розвідковими роботами. Під час перших обстежень пам'ятки у 1959 році на дитинці і околичному граді зібрано невелику кількість знахідок, переважно дрібних фрагментів кераміки IX—XI та XII—XIII століть. 1960 року продовжено розвідкові дослідження на південно-західній частині дитинця, де частково збереглася ділянка підошви валу. Зачисткою тут виявлено шар перепаленої глини і рештки згорілих зрубів-городень дуже опдібних до конструкції, які зафіксовано під час розкопок городища «Судова Вишня I». Крім цього на території посаду на північ від дитинця була закладена траншея розміром 2×10 м, яка була зорієнтована по лінії північ—південь. В траншеї у шарі чорнозему та перехідному шарі до глибини 1 м траплялися уламки посудин XVII—XVIII та XII—XIII століть, тваринні кістки та окремі вироби із заліза, каменю і скла.
Можлива пов'язаність цього украпленого поселення із боярською садибою підкріплюється розташуванням поруч палацово-паркового комплексу родини Коморовських. За їхньою родинною легендою, палац (відомий нині як «палац Марсів») збудований на місці старого замку.
- Підкурганне жіноче поховання X—XI століття в урочищі «Лівонська дебра» на схід від урочища «Деберки». Воно було випадково відкрите Тадеєм Дмитрасевичем на південних околицях міста неподалік городища «Судова Вишня I» під час добування глини. У східному напрямку на віддалі приблизно 200 м розташовані ще два горби, з яких один зараз є лукою, а на другому побудована церква Спаса, укріплена валом у вигляді п'ятикутника з дуже стрімким зовнішнім схилом. На першому від заходу горбі під час вибирання глини для господарських потреб виявлено восени 1962 року жіноче поховання з багатим речовим матеріалом. Побутує думка, що це поховання належало представниці угорської знаті. На місці поховання простежувалися слабкі сліди курганного насипу, а у березі горба зафіксовано погано збережені сліди поховальної ями прямокутної форми зі шматками зотлілого дерева по краях[51].
- Городище XII—XVI століть в урочищі «Спаська гора», що розташоване у провулку Спаському, 10а.

### Церква Святої Трійці
Обіч вузької дороги, що веде в центр міста, розташований православний мурований храм Святої Трійці 1910 року, який є пам'яткою архітектури місцевого значення (охоронний № 324-м). Перша письмова згадка про церкву відома з 1510 року, але православна парафія, очевидно, почала функціонувати значно раніше. Судова Вишня була центром одного з деканатів Перемиської єпархії, до якої входила до 1946 року. У різний час парохами храму були о. Василь Завалкевич (у період 1743—1765 роки), о. Михайло Завалкевич (1765—1799), о. Іван Войтович (1871—1890), о. Віктор Решетилович (1891—1894), о. Василь Кондрацький (1895—1920).
Відомий дослідник українських дерев'яних церков Михайло Драґан описуючи старий дерев'яний храм (збулований 1637 року), зазначає, що він споруджений за взірцем візантійських базилік (апсидів) —– церква складалася з простору нав, замкнених від сходу трьома апсидами, з яких середня (бема) була більшою від бічних (протезіс і діяконікон). Всі три апсиди займали усю ширину нав. Драґан, систематизуючи дерев'яні церкви XVI—XVII ст. з трьома апсидами у плані, відніс судововишнянську церкву до гранчастих пресвітеріїв з прямокутними бічними апсидами. Церква мав однорідний верх з одним восьмибічником і одним заломом. Між тим, вона була зразком будівництва, коли усі вікна бабинця і пресвітерії є округлі.
У 1890 році громада міста Судова Вишня замовила в архітектора Василя Нагірного план мурованої п'ятибанної церкви Святої Трійці, а стару дерев'яну продала у Шишоровичі. Цьому передувала тривала процедура отримання дозволу з Мостиськ та Львова, де спершу наполягали на тому, щоб провести реставрацію старої церкви замість будівництва нової, а згодом рекомендували будівництво на іншій ділянці поза межами центру містечка. Декілька років точилось листування між судововишнянською громадою і «Гроном цісарсько-королівських консерваторів» в особі праоха о. Кондрацького з Олександром Чоловським. Вишенська громада таки наполягла на своєму: новий мурований храм мали спорудити на місці старого.
Аби зберегти мистецькі цінності зі старої дерев’яної церкви, о. Кондрацький запросив до Судової Вишні директора Церковного музею, видатного мистецтвознавця Іларіона Свєнціцького. Той відібрав для музею найкращі зразки іконопису вишенських майстрів, а також низку предметів церковного вжитку та зразків риз. Нині ці речі зберігаються у фондах Національного музею у Львові імені митрополита Андрея Шептицького. А шедевр вишенського іконописання – ікону «Успення Богородиці» – можна побачити в експозиції в Олеському замку.
У результаті через брак коштів лише у 1910 році була споруджена одно банна будівля за проєктом Нагірного. Вона була освячена 4 грудня цього ж року єпископом Костянтином Чеховичем. Тоді настоятелем храму був Василь Кондрацький, який був близьким другом видатного українського письменника Івана Франка. Заслуги пароха були високо відзначені – на початку 1911 р. він був іменований титулярним радником Єпископської консисторії. Нова церква довгий час була не уряджена. Лише у 1935 році встановлено і позолочено новий іконостас та престіл. Цю роботу виконав золотар Микола Павлик з Жовкви, а ікони були намальовані Антіном Манастирським.
Під час світової війни церква Святої Трійці була пошкоджена — повністю було знищено вівтар Матері Божої. Після війни та ліквідації греко-католицької церкви у 1946 році релігійна громада Судової Вишні змушена була перейти до Російської Православної Церкви. У 1959—1989 роках церква не функціонувала та була у занедбаному стані. 1991 року храм відреставровано: прикрашено золотим куполом, вітражними вікнами, укороченими боковими раменами. Із проголошенням незалежності України парохія церкви Святої Трійці перейшла до Української Автокефальної Православної Церкви.

У церкві Святої Трійці зберігається Євангеліє, яке було подароване церкві у 1881 році. Зберігся також дерев'яний хрест XVI—XVII століть, на якому в центрі вирізьблено розп'яття Ісуса Христа, а по боках — ікони з життя святих. Під час ремонтних робіт у церкві були знайдені мощі святого Амвросія Медіоланського, які перебувають тут й донині.

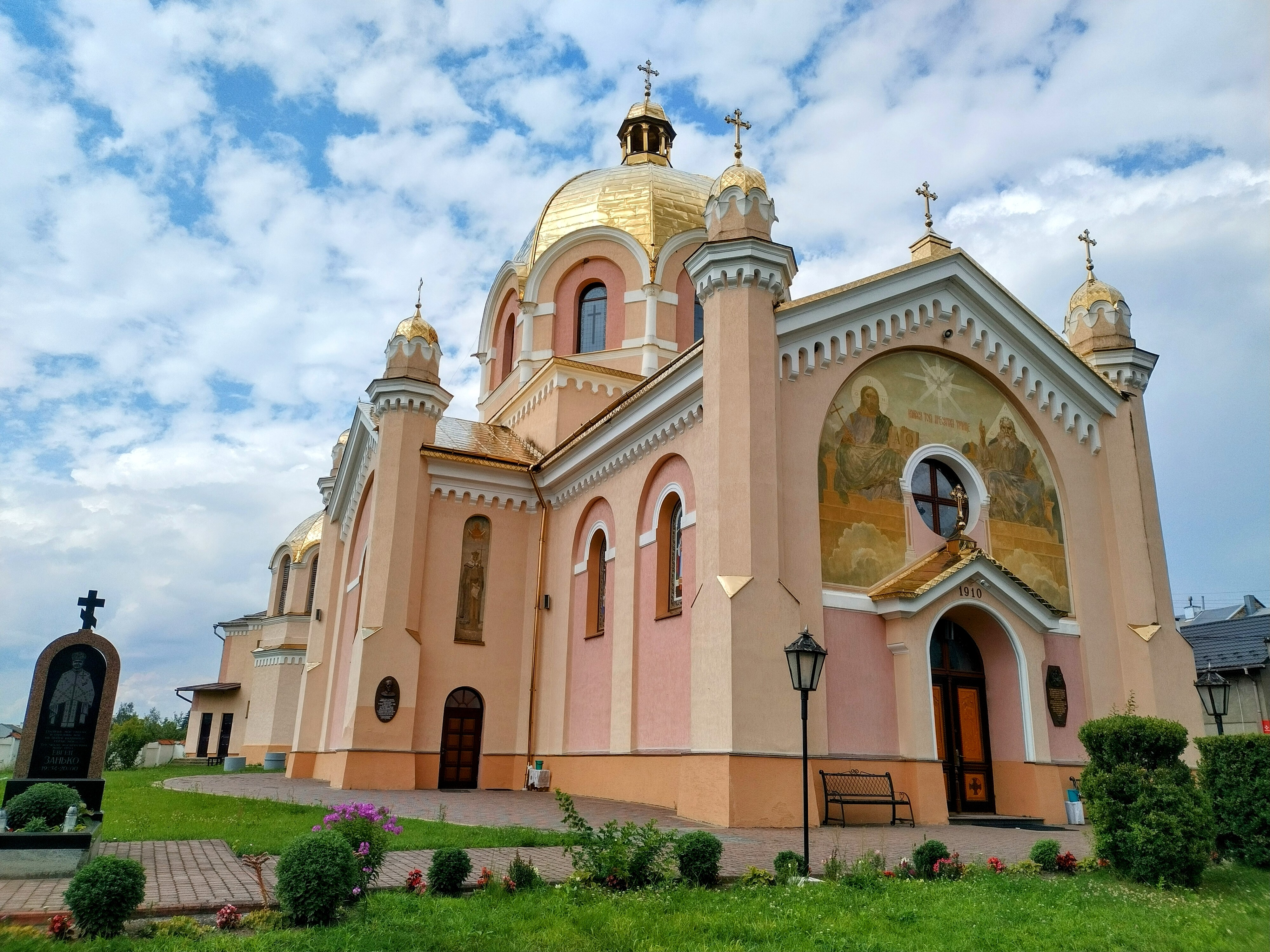
Головний фасад
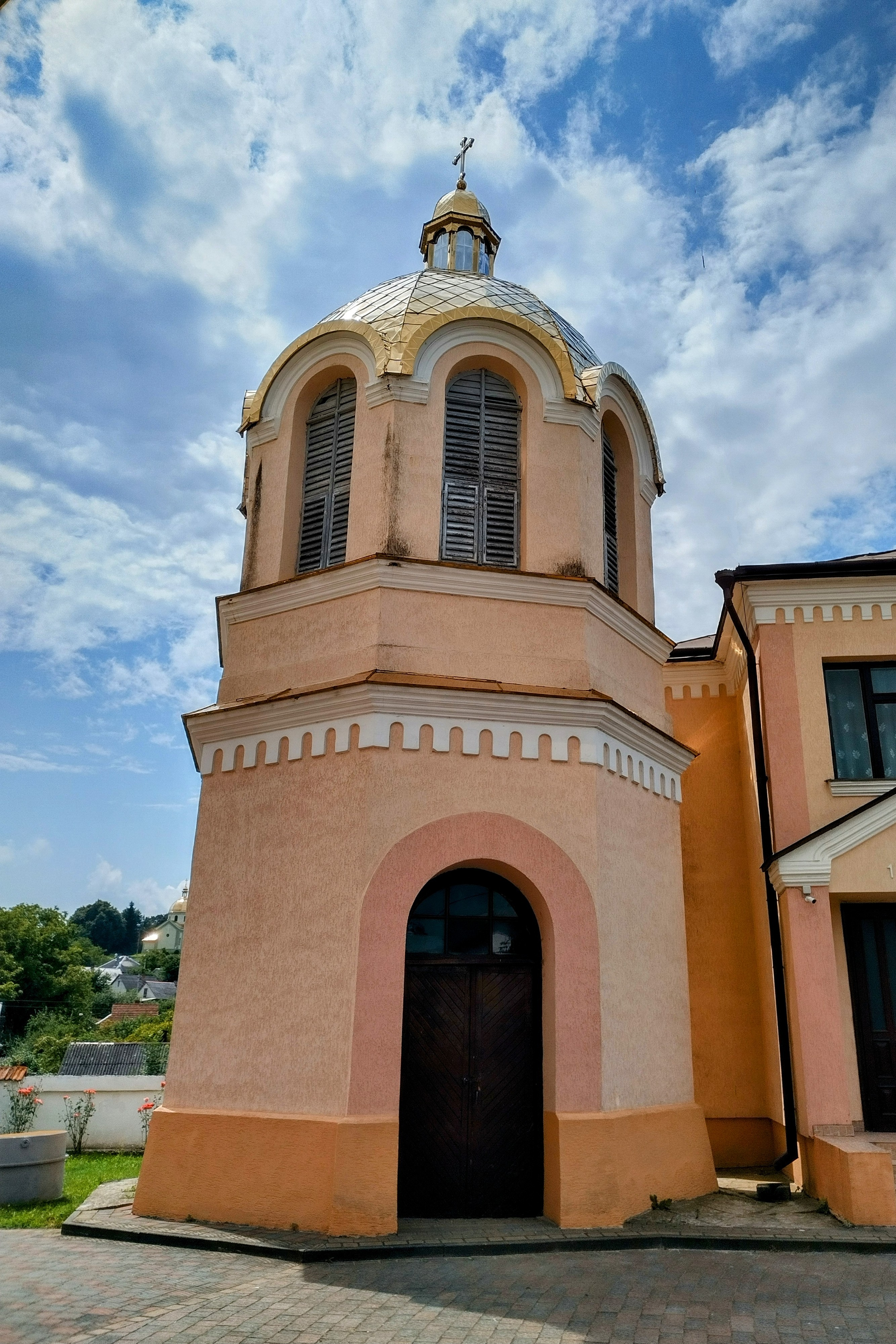
Дзвіниця
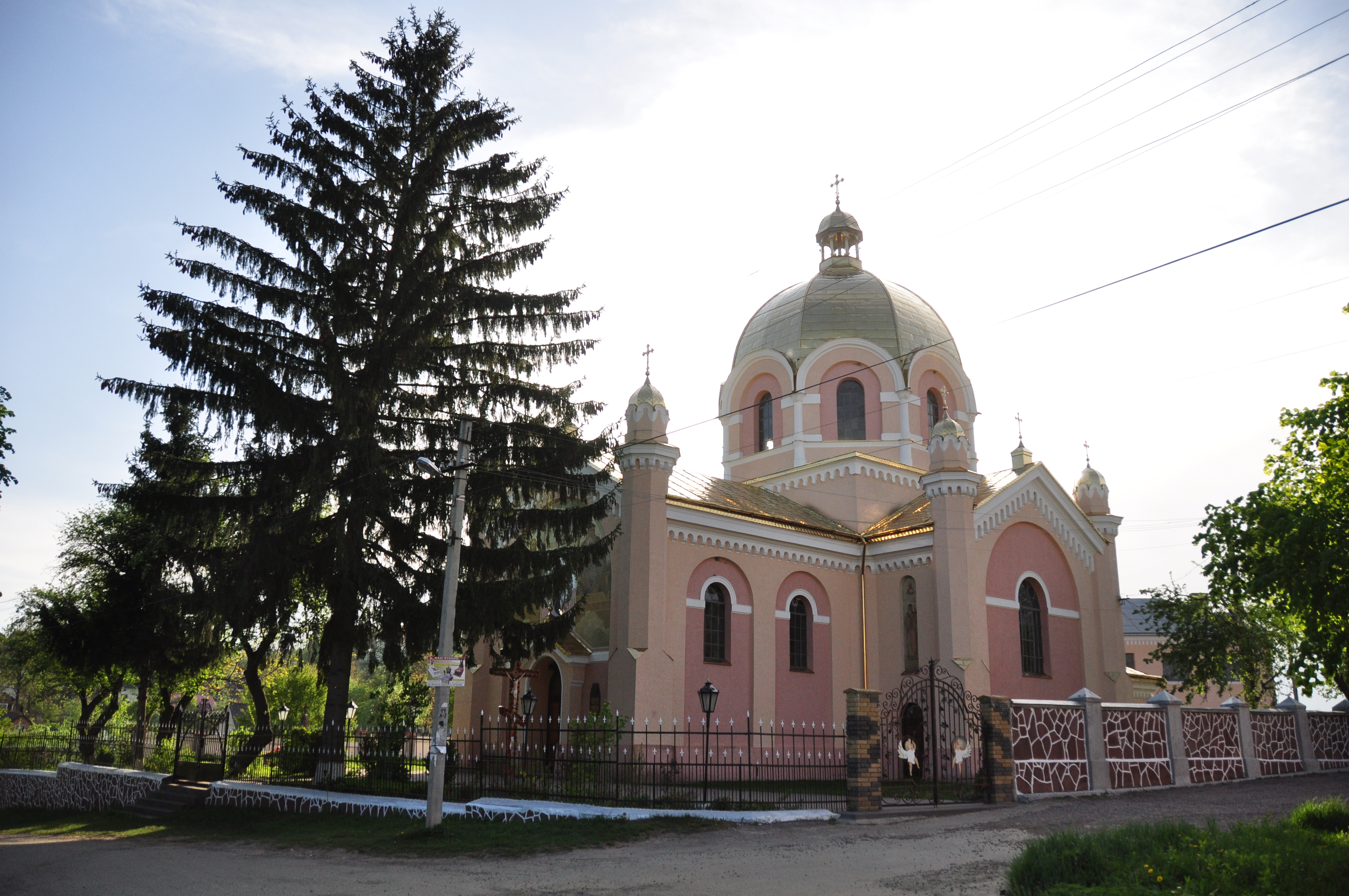
Вигляд з вулиці Ананія Грішного

### Церква Святого Архистратига Михайла
Храм належить до парафії Української греко-католицької церкви, освячений преосвященним владикою Ярославом (Прирізом), єпископом Самбірсько-Дрогобицької єпархії УГКЦ 21 листопада 2022 р. Роки будівництва 2018-2022.

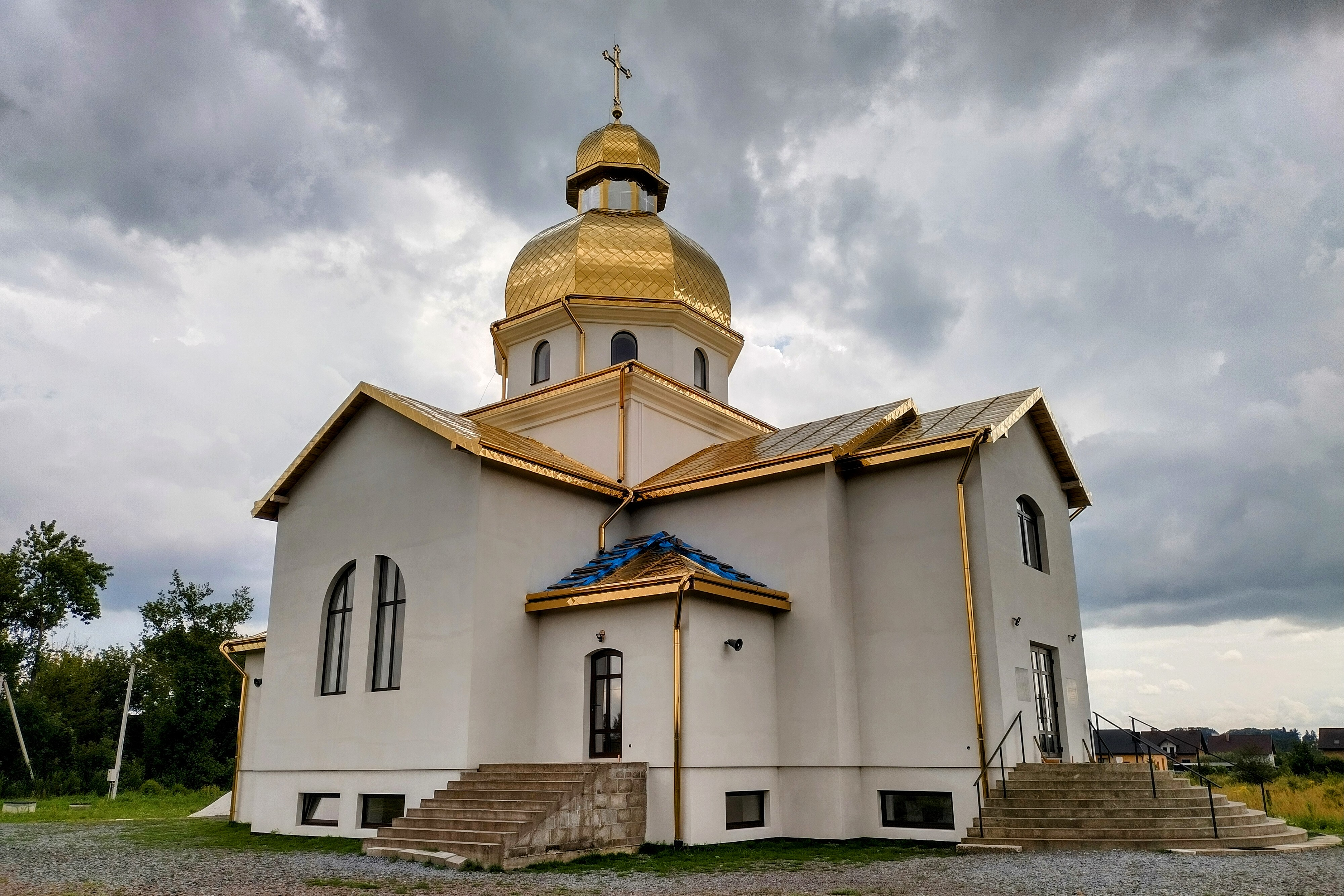
Кутовий вигляд

### Церква Преображення Господнього (Спаса)
Розташована на Великому передмісті (провулок Спаський, 10а), на вершині Спаської гори на території старого замчища. Як пише місцевий краєзнавець Тадей Дмитрасевич, перша дерев'яна церква Спаса була збудована наприкінці XIV—початку XV століття, ймовірно на тому місці, де зараз цвинтар. Спершу церква була приміською, але після розширення міста опинилася в його межах. Пізніше (у XVII—XVIII століттях) побіч старого церквища була зведена нова дерев'яна церква, охоплена з півдня оборонним валом. 18 грудня 1987 року дерев'яна церква Спаса згоріла.
У 1898 році парох о. Василь Кондрацький освятив фундамент під спорудження мурованої церкви Преображення Господнього. Кошторис проєкту, як повідомляли у пресі, склав 10 000 золотих ринських (флоринів). Громада дуже активно включилась у справу збору коштів на нову церкву. Очевидно, була введена т. зв. конкуренція – спеціальний податок, розмір якого встановлював комітет парафії (парох, патрон і представник громади). Рішення комітету спочатку затверджувалось у єпископа, а потім у старостві. Сторонами конкуренційного податку були дідич, який покривав ¹/₆ суми, і громада, яка оплачувала ⁵/₆ суми. Наступні покоління судововишнянців ще пам'ятали про те, що чималу поміч надав патрон храму місцевий дідич Ян Марс, передміщани жертвували худобу і значні грошові кошти (церква Спаса вважалась передміською), і навіть нібито єврейська громада надала посильну грошову допомогу. Кошти збирали і серед жителів навколишніх громад.
У 1898 році було вимуровано існуючий, хрещатий (з укороченими боковими раменами), одноверхий храм за проєктом Василя Нагірного. 1890 року за його ж проєктом збудовано муровану дзвіницю. В середині 1930-х років до північної стіни бабинця прибудували відкриту каплицю. Зачинена у 1950—1989 роках, церква стояла пусткою і за той час була дуже понищена. 1991 року після ремонту церкви, парафіяни звели нову муровану дзвіницю на місці зруйнованої. Сьогодні церква є пам'яткою архітектури місцевого значення (охоронний № 2323-м).

Поблизу церкви розташований старий цвинтар, який обіймає давнє городище. А далі на південь від нього простягається вже новий цвинтар, який сьогодні є основним місцем поховання у Судовій Вишні.

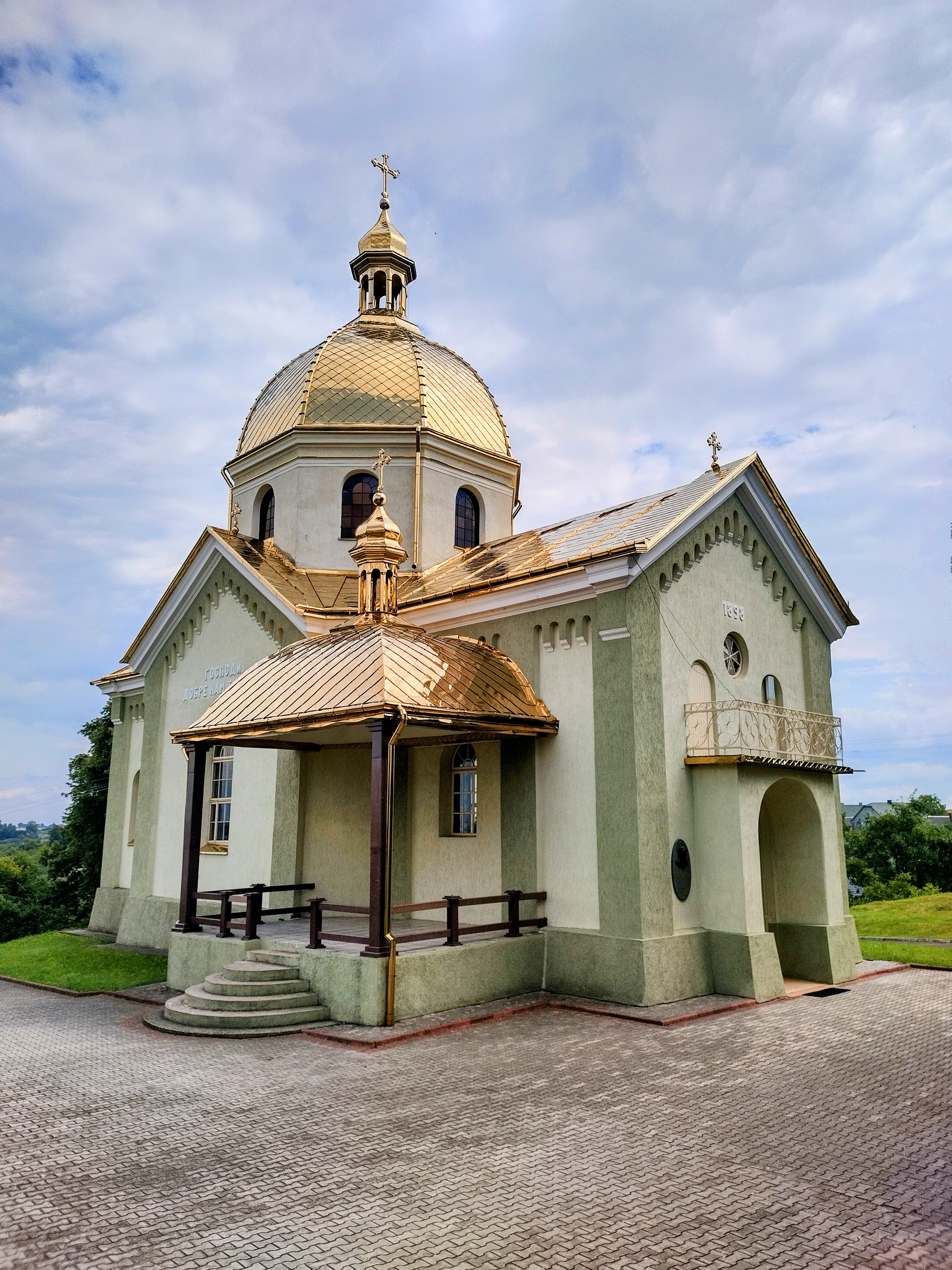
Головний фасад
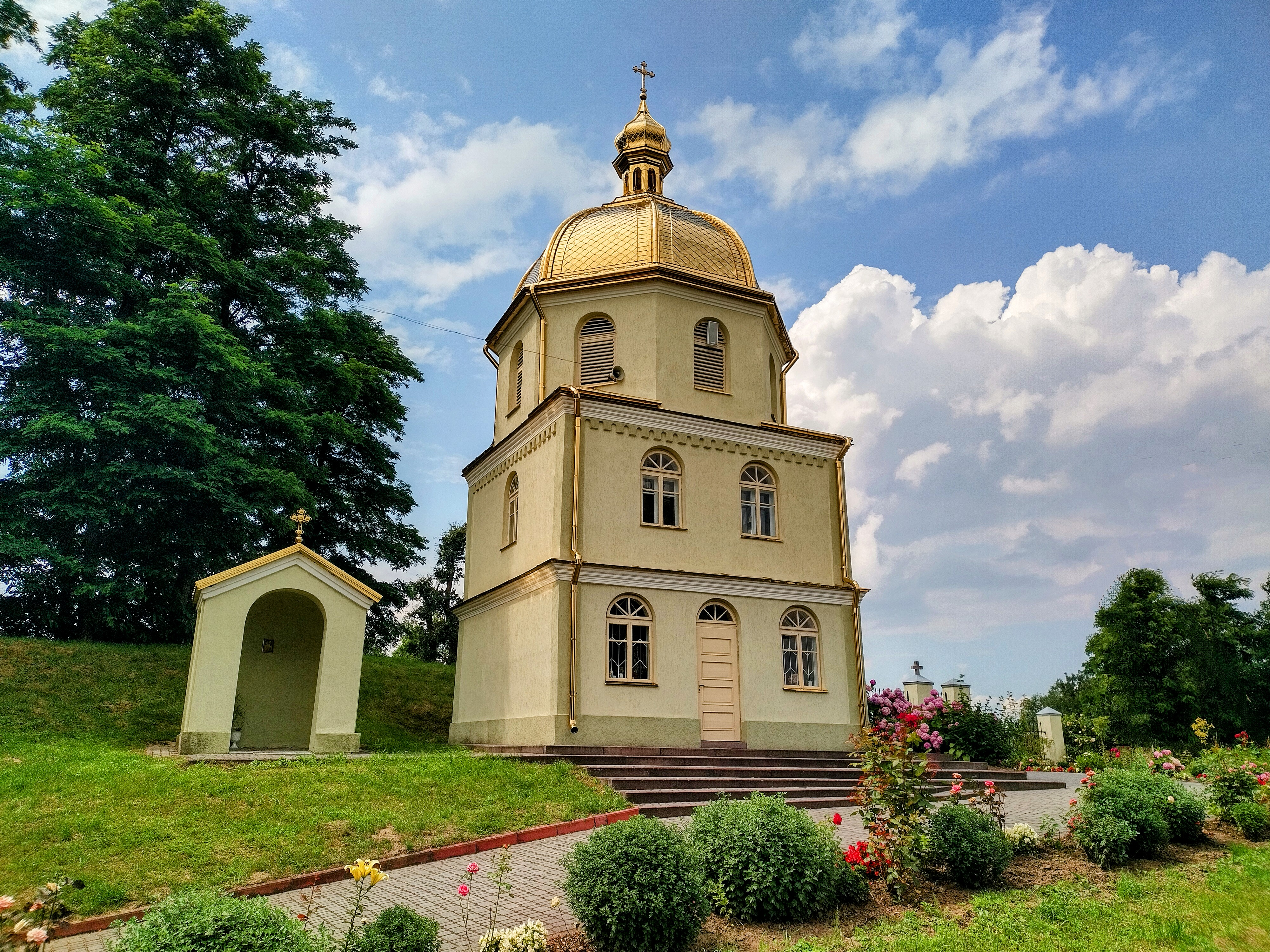
Дзвіниця
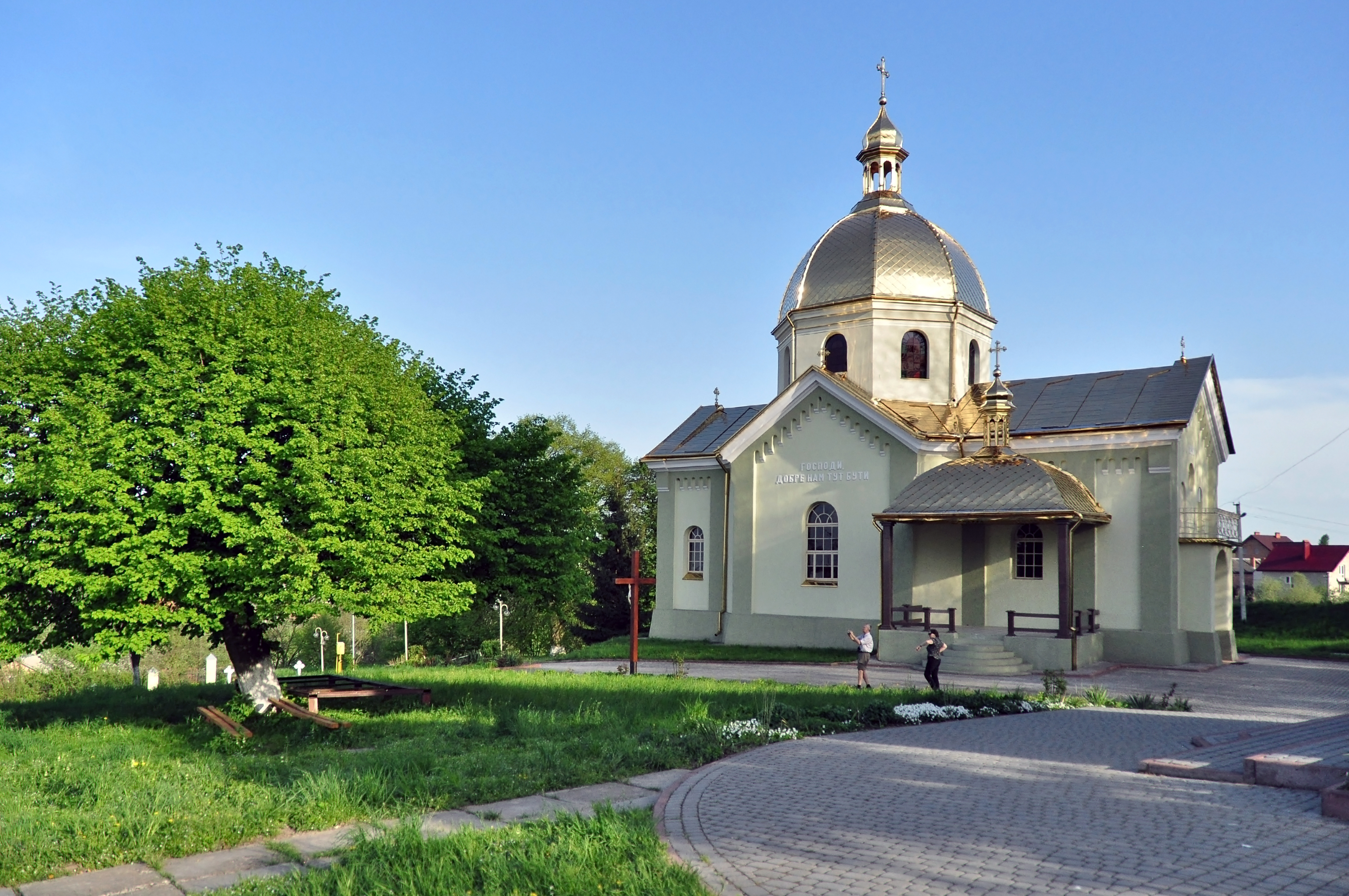
Панорамний вигляд

### Монастир Реформаторів (інтернат)
При в'їзді в Судову Вишню з півдня, високо на пагорбі, ліворуч від траси, обведений оборонним муром, височіє колишній монастир оо. францисканців-реформатів, який має давню історію.
Дідичі Судової Вишні — львівський каштелян Ян Семінський та київський ловчий Франциск Завадський — заклали 1730 року монастир Братів Менших (оо. францисканів-реформатів) на місці колишнього середньовічного замочку. При монастирі стояв костел Успіння Пречистої Діви Марії, зведений відомим італійським архітектором Паоло Фонтана. В Польщі цей храм був знаний завдяки образу св. Антонія Падевського, що містився на вівтарі, присвяченому цьому святому. Вівтар фундувала дружина каштеляна Дорота Сємінська. Образ вважався чудотворним. У місто потяглись великі юрби людей — всі, хто мріяв про видужання чи вирішення своїх проблем.
«Монастир був величезним, оточений муром, на сто монахів, збудований з каменю … До 1786 року у місті був чудовий фарний костел, у якому відбувались сеймики. Він стояв там, де тепер трактир при гостинці. Коли сталася пожежа і повністю згорів дах, урядові комісари продали мури за 75.000 польських злотих, а пробощеві наказали перебратись до монастиря оо. Реформатів, розташованому за містом, на пагорбі. Для помешкання йому виділили окреме крило, а також надали город» — писав у своїх спогадах вікарій Судової Вишні у 1848—1853 роках Вінцентій Буковський.
Брати Менші покинули Судову Вишню у вересні 1945 року. У приміщеннях монастиря розташувався заклад для психічно хворих та неповносправних, а після Другої світової війни, коли прийшла комуністична влада, костел було замкнено, і з 1947 року тут містився склад солі, пізніше — склад меблів та льону. Згодом храм був перебудований на будинок. Все, що ще залишилося, було розкрадено і знищено. На сьогодні про величний монастирський комплекс нагадують лише оборонні мури з контрфорсами та риси колишнього костелу, що виявляються в будинку. Тепер колишній монастир можна оглянути лише ззовні. У будівлі сьогодні знаходиться Судовишнянський психоневрологічний інтернат.
Поза межами муру із західної сторони монастиря (інтернату) знаходиться старий католицький цвинтар, на якому збереглося близько сотні поховань, зокрема могили Яна Марса та його дружини Юзефи Ясінської (на її надгробку зазначено, що вона «з України», тобто із-за Збруча, Поділля). Це переважно написи латиницею, хоча можна зустріти і написи кирилицею. Після ДСВ він практично не використовувався, хоча часом можна знайти поодинокі повоєнні поховання. Сьогодні цвинтар занедбаний, оскільки після того, як польське населення залишило місто, доглядати за могилами було нікому.

### Костел Матері Божої Помічниці Вірних
Перша латинська парафія в Судовій Вишні з'явилася, ймовірно, ще в часи надання місту магдебурзького права. Її появу пов'язують з ім'ям короля Польщі Казимира III. Та перше документальне підтвердження існування в поселенні парафії сягає 1393 року. У середині славного для Вишні XVI століття місцевим парохом був о. Марцін Кровицький, який пізніше прославився як кальвіністський діяч. Саме через його прихильне ставлення до Реформації судововишенська парафія втратила частину своїх привілеїв та майнових прав, які в 1605 році усеж таки відновив король Сигізмунд III Ваза.
Найправдоподібніше, що до кінця XVI століття костел у місті був дерев'яним. Лише 1589 року за сприяння ксьондза Якуба Соліковського розпочато будівництво мурованого храму, яке завершили при наступному парохові, о. Касперові Рожинському. Храм у 1620 році освятив перемишльський латинський єпископ Ян Венжик. 1785 року після пожежі костел розібрали. З 1858 року функцію костела виконувала місцева церква[яка?].
Згодом на місці колишнього було зведено сучасний мурований костел, перший наріжний камінь якого було закладено у 1884 році та освячено в 1890 році. Під час Першої світової війни його архітектуру було пошкоджено, тому у міжвоєнний період святиню намагалися реставрувати. А 1920 року Судова Вишня стала осередком деканату, у складі якого було 6 парафій. У той час і до 1933 року місцевим парохом був отець Ян Пельчарський.

У радянський час костел використовували не за призначенням. Головний вівтар було знищено, а на його місце поставили схожий вівтар із села Тамановичі. Повернули храм парафіянам Судової Вишні у 1989 році. На сьогодні — це парафіяльний храм Матері Божої Помічниці Вірних (пол. Naswietszej Panny Marii Wspomozenia Wiernych).

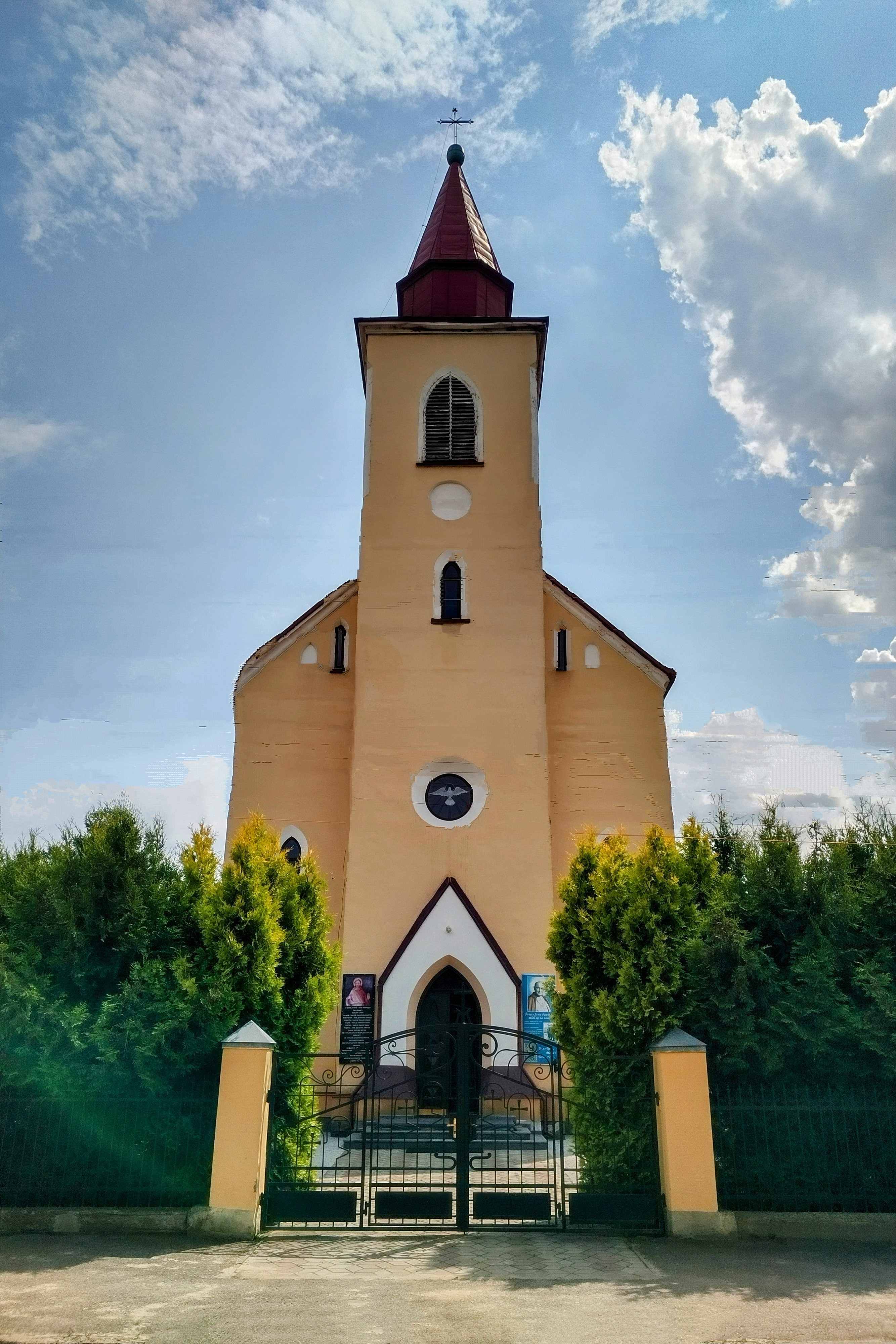
Головний портал
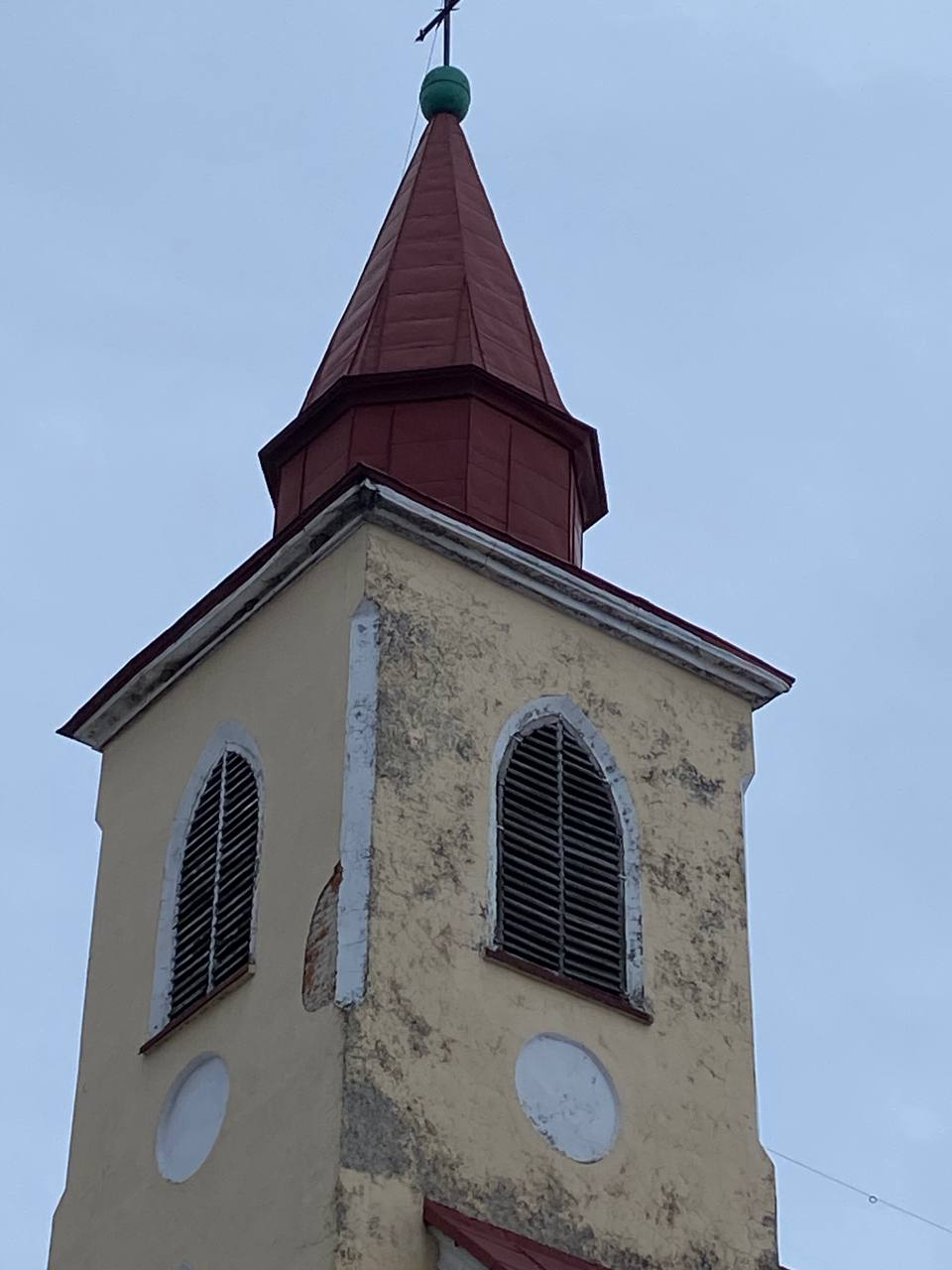
Костел Судова Вишня
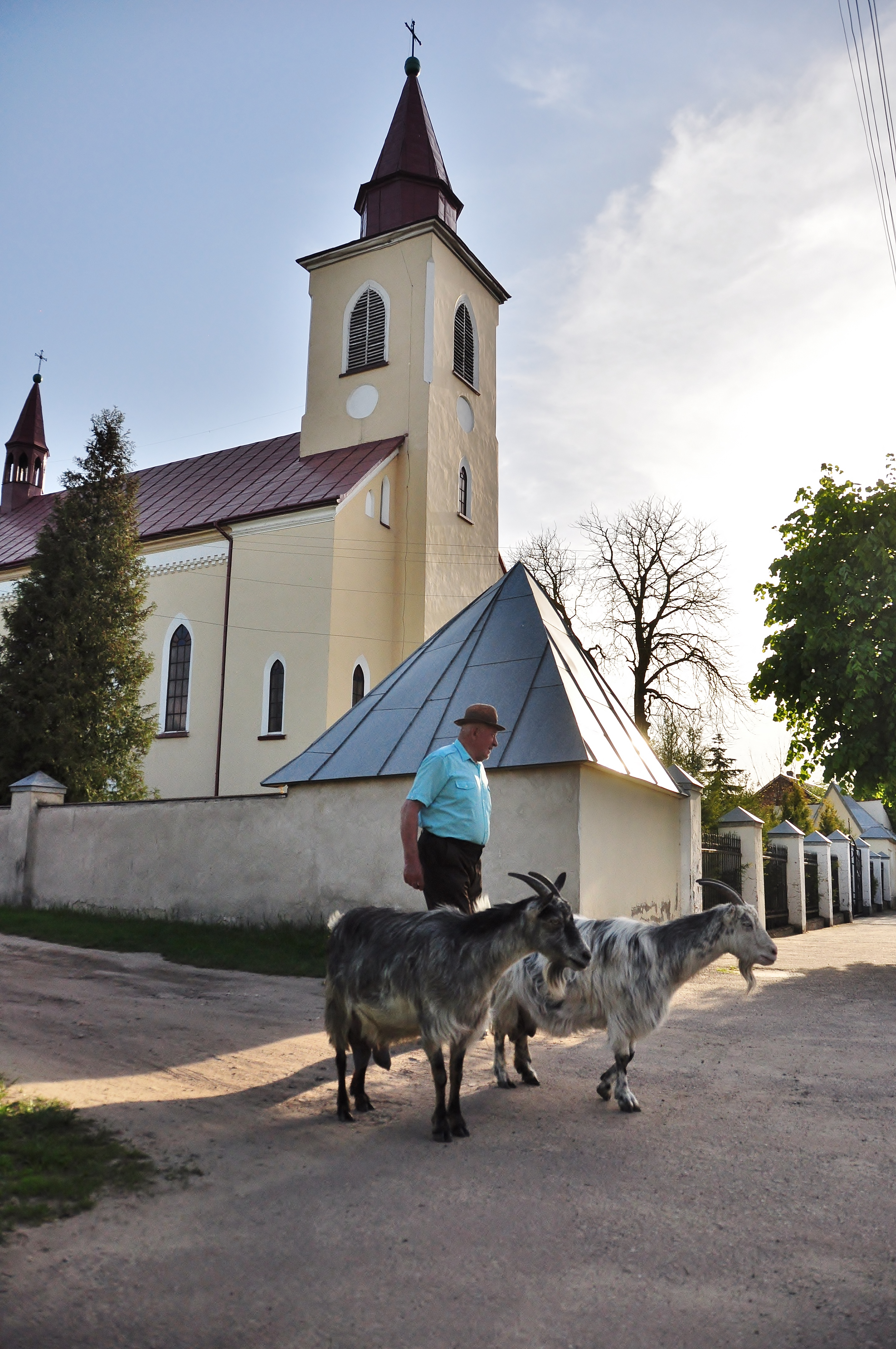
Вигляд з вулиці Данила Галицького

### Ратуша
Відразу ж за храмом Святої Трійці знаходяться кілька старих сецесійних кам'яничок, серед яких Судововишнянська ратуша в стилі раннього модернізму. Будівля невелика, прямокутна у плані, двоповерхова, з невисокою, квадратною у плані ратушною вежею. Основна будівля була зведена у XIX столітті, яка була перебудована у 1924 році.
Фасад ратуші, попри не багатий на елементи декору екстер'єр, виглядає елегантно. Цьому сприяє хвилястий парапет даху, прикрашений оригінальною ліпниною, а також напівкруглий балкончик над головним входом. Елегантності будівлі додають також ліпнина на вежі та фігурна сиґнатурка з флюгером у формі стріли.
На вежі (на рівні четвертого поверху) вмонтовано годинник з трьома невеликими циферблатами, котрий відбиває погодинно, і з якого лунає музичний перелив. Цим судововишнянці завдячують єврейській громаді, яка зробила такий подарунок за врятовані життя у 1942 році. Про це свідчить меморіальна таблиця, яку встановлено на т. зв. «панському» будинку на центральній площі міста.

З тильної сторони ратуші збереглася прибудова, яка до ДСВ служила приміщенням для синагоги.

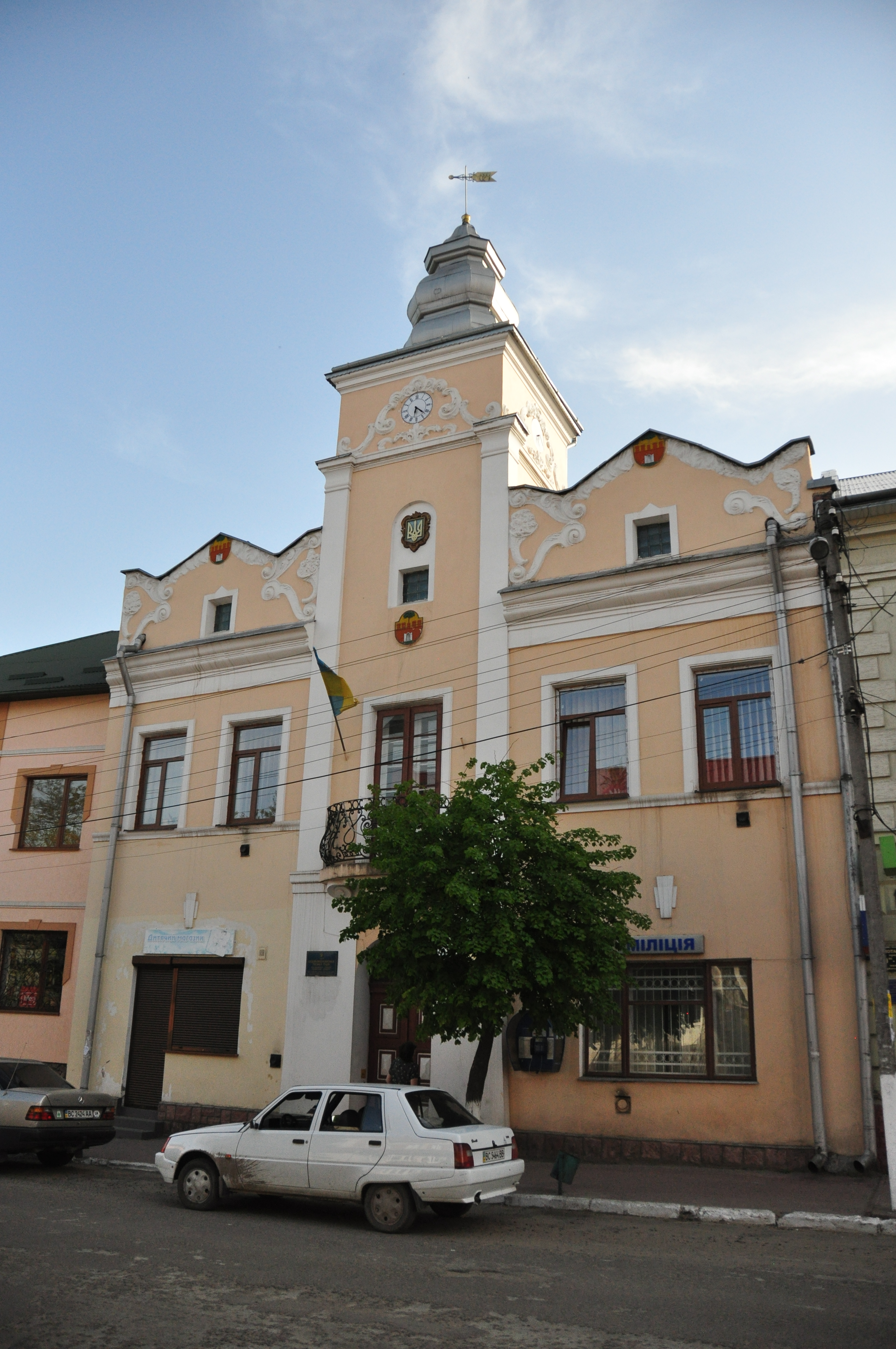
Міська ратуша

### Народний дім
Окрасою центральної площі міста є Народний дім (1895) — найгарніша споруда міста. Будинок є пам'яткою історії XIX століття. Раніше це була мадярська фронтова частина, яку викупили міщани, взявши кредит на 40 років. У 1912 р. будинок був посвячений як Народний дім, в якому функціонували позичкові каси, організація «Січ», а на подвір'ї була молочарня та пекарня.
У 1897 році. тут виступав Іван Франко, балотуючись до австрійського парламенту. Про це нагадує меморіальна таблиця, встановлена на фасаді Народного дому (1990, скульптор Любомир Яремчук).
Парох о. Василь Кондрацький був одним із тих, хто задумав спорудження у Судовій Вишні величного народного дому, будівлі, яка змогла б прихистити усі українські організації. Доти засідання товариства "Просвіта" доводилось рповодити у корчмі Дреліха. Після революції 1848-1849 рр. у Галичині були розквартировані загони угорських військ. Один з таких загонів перебував у Судовій Вишні у т. зв. «дворках» – мурованих цегляних будинках, один з яких був у центрі міста. У 1890 р. війська було переміщено до Угорщини. «Дворки» виставили на продаж. Після тривалих зусиль українській громаді вдалося 1905 р. купити саме той будинок, який був розташований на ринковій площі міста. Вартість будівлі було визначено у 16 тис. корон. Придбав будівлю купець Стефан Біленький – так було придумано, аби польська громада не перехопила ініціативу. Українська інтелігенція Судової Вишні на заклик секретаря магістрату Володимира Струсевича зібралась на таємну нараду. На цьому зібранні були присутні Стефан Біленький, Іван Яремчишин, Антон Макаруха, Петро Фостяк, Михайло Клос, Микола Шот, Михайло Кухта й адвокат д-р Петро Войтович, а з духовенства – о. В. Кондрацький, о. Т. Савула (Дмитровичі), о. Й. Круліковський (Довгомостиська) й о. К. Пасічинський (Макунів). Ухвалою наради було вирішено розпочати збір фінансових засобів. Для початку громада взяла кредит в розмірі 40 тис. корон в українському банку «Віра» в Перемишлі. Після тривалої підготовки у 1910 р. розпочалось будівництво народного дому. Восени 1912 р. усі роботи були завершені, а загальна вартість робіт склала 250 000 корон (на той час понад 80 кг золота). У пресі також відзначили коштовність спорудження Народного дому, однак називали набагато меншу вартість проєкту – 120 тис. корон.
Урочистість посвяти українського Народного дому в Судовій Вишні відбулась у неділю 6 жовтня 1912 р. Це було одне із наймасовіших торжеств в історії української громади міста. Святкування почались о 10-й годині зранку із богослужіння в місцевій церкві. У пресі окремо відзначили блискучу участь у Літургії місцевого хору. Опісля численно зібраний люд рушив на площу перед Народним домом. На його чолі окремими процесіями йшли учасники «Соколу» і «Січі» (як місцеві, так і запрошені). Чин посвячення довершив отець-мітрат Мирон Подолинський із Перемишля. Із патріотичними промовами до численного зібрання виступили о. М. Подолинський та д-р П. Войтович. Дальше громада й гості спостерігали за урочистими походами «Сокола» й «Січі». Урочиста програма завершилася ввечері – у залі Народного дому поставили першу в історії цієї знакової будівлі виставу – драму «Не ходи Грицю на вечерниці».
Фінансовою базою для побудови Народного дому була кредитна спілка «Віра», яка розпочала свою діяльність на початку XX століття завдяки ініціативі місцевого промотора культурно-просвітницького і господарського життя українців Судової Вишні Володимира Струсевича. Будівля стала осередком культурно-просвітницької та соціально-економічної діяльності активної частини українських жителів міста. У його приміщенні знаходилась новостворена кредитна спілка «Народний Дім», з якою згодом об'єдналася кредитна спілка «Віра». З прибутків останньої певна сума перераховувалася на потреби приватної Української гімназії у Перемишлі.
Лише у 1927 році кредитній спілці «Народний Дім» вдалося сплатити позичку у сумі 30 000 крон, яку було взято перед Першою світовою війною на будову Народного дому. Після ПСВ спілку очолював Теодор Бобак, завдяки праці якого вдалося відбудував пекарню, актовий зал Народного дому, збудувати магазин, а також здобув для міста концесію на гуртівню солі. Проте 4 липня 1926 року її директором став молодий адвокат д-р Петро Гайдучок, який у 1923 році розпочавши адвокатську діяльність у Судовій Вишні і спершу був членом Наглядової ради спілки (з 4 липня 1925 року). З кінця 1920-х років бюджет Народного дому постійно зростав і у 1929 році він станови понад 10 000 злотих, а у 1938 році — не менше 60 000 злотих.
Сьогодні у приміщенні Народного дому знаходиться історико-краєзнавчий музей Судової Вишні, засновником і директором якого був місцевий вчитель Тадей Дмитрасевич. У музеї налічується близько 350 експонатів, багато цікавих матеріалів про історію міста кінця мідно-кам'яного — початку бронзової доби. В експозиції є фотокопії рукописів письменника-полеміста, літературного і громадського діяча Івана Вишенського.

### Палац Коморовських— Марсів
Цікавою пам'яткою архітектури місцевого значення (охоронний № 480-м) є палац магнатських родів Коморовських та Марсів, довкола якого був висаджений парк за проєктом Арнольда Рерінга. Сучасна будівля постала у першій половині XIX століття, ще за власності графа Антонія Пйотра Коморовського гербу Корчак (1769—1826), який також був власником судовишнянської папірні. Він був рідним братом Гертруди Коморовської (у шлюбі Потоцької), яка була дружиною Станіслава Щенсного Потоцького. У деяких джерелах палац датується кінцем XVIII століття, вказуючи на те, що у другій половині XIX століття він був суттєво перебудований. Тут він разом з дружиною Констанцією Карніцькою гербу Косцєша (1784—1861) мешкав до кінця своїх днів.
У 1826—1893 роках палац перебував у власності молодшої дочки Коморовських графині Антоніни Бонковської (1812—1891) та її чоловіка Фердинанда з Якша-Баньковських, які мали двоє дітей. Проте, ймовірно, вони подальших нащадків не залишили. Разом з нею також мешкала її старша сестра Генрієта Ґурська (1807—1893) з чоловіком Леонардом Ґурським, які не мали дітей.
Антоніна та Генрієта після смерті були поховані у родовій каплиці, руїни якої збереглися у східній частині палацового парку (з протилежної сторони струмка). Генрієта у своєму заповіті від 14 грудня 1894 року записала свій фільварок «Антонівку» (мав 6 % боргу перед іпотечним банком у Львові у розмірі в 2600 гульденів, 48 гульденів та 15 крейцерів в індемнізаційному фонді), що налічував близько 70 моргів, та ділянку поля у декілька моргів під назвою «Обшарек», що також належала до комплексу маєтків Судової Вишні, й готівку у сумі 10 000 гульденів Сестрам Милосердя у Львові.
Заповіт намагався оскаржити граф Кароль Коморовський, проте щодо цього нічого докладніше невідомо. Генріка Ґурська, записуючи у заповіті маєток Сестрам Милосердя, зобов'язала їх підтримувати гріб її родини, утримувати двох убогих та сплачувати отцям реформаторам у Судовій Вишні щорічно по 100 гульденів, а також утримувати «вічними часами» у місті шпиталь для убогих хворих. Коли б Сестри Милосердя не виконали б останнього обов'язку, то все записане майно мало перейти Згромадженню Сестер Феліціянок, котрі замість шпиталю мали б у Судовій Вишні організувати притулок для дітей-сиріт.
Наприкінці XIX століття палац придбав Роман Дрогойовський, який згодом продав його якомусь Стройковському.
Останнім власником маєтку був Ян Марс гербу Ноґа, який придбав його у 1905 році та мешкав тут до смерті у 1924 році. Він також був господарем місцевого цегельного заводу. Марс вважав, що палац стоїть на місці середньовічного замку, фрагменти мурів якого можна було побачити тоді у парку. З правої сторони палацу були зафіксовані залишки давнього рову.
У 1924 році маєток успадкував його племінник Кшиштоф Марс (1897—1974), котрий був не лише останнім власником, але також дідичем Судової Вишні до 1939 року.
У радянські часи палац був переобладнаний в гуртожиток Вишнянського зооветеринарного технікуму (до 1994). Тепер унаслідок пожежі споруда перебуває в стані цілковитої руїни. На прохання Судовишнянської міської ради та з ініціативи випускника факультету архітектури та містобудування Львівської Політехніки проведено обсяг проєктно-пошукових робіт та проведено захист проєкту дипломної роботи на тему «Реставрація та пристосування пам'ятки архітектури XVIII—XIX ст. палацу родини Марсів у м. Судова Вишня Львівської області, Мостиського району».
Зі свого боку, міська рада пропонує передати інвестору залишки споруди за 1 гривню та виділити безоплатно землю з метою відбудови та проведення реставраційних робіт для створення Центру Євроінтеграції України — місії представництв держав Євросоюзу, які б опікувалися питаннями економічного, соціального та культурного співробітництва західного регіону нашої держави з країнами Євросоюзу, питаннями пошуку та реалізації інвестиційних проєктів потенційними європейськими інвесторами на території України. Заплановано на базі відбудованого палацу створити постійно діюче європейське представництво.
10 березня 2023 року руїни палацу Коморовський - Марсів було продано з аукціону за 3,2 млн гривень. Власником історичної будівлі стало ТОВ «Фонд українсько-польської історії людей» з Рівного. Одним із майбутніх проєктів нові власники розглядають соціальне житло для переселенців. Департамент архітектури та містобудування Львівської обласної державної адміністрації погодив відчуження палацу з комунальної власності Судововишнянської міської ради. Але зобов’язав нового власника укласти охоронний договір, затвердити цільове використання і утримувати її в належному стані, як цього вимагає статус пам’ятки місцевого значення.

У східній частині палацового парку, за стадіоном з протилежної сторони струмка, до війни знаходилась усипальниця родини Бонковських. Каплиця не збереглася до наших днів. Її розібрали у часи радянської окупації на матеріал. Сьогодні про неї нагадує лише підмурівок та символічний хрест.

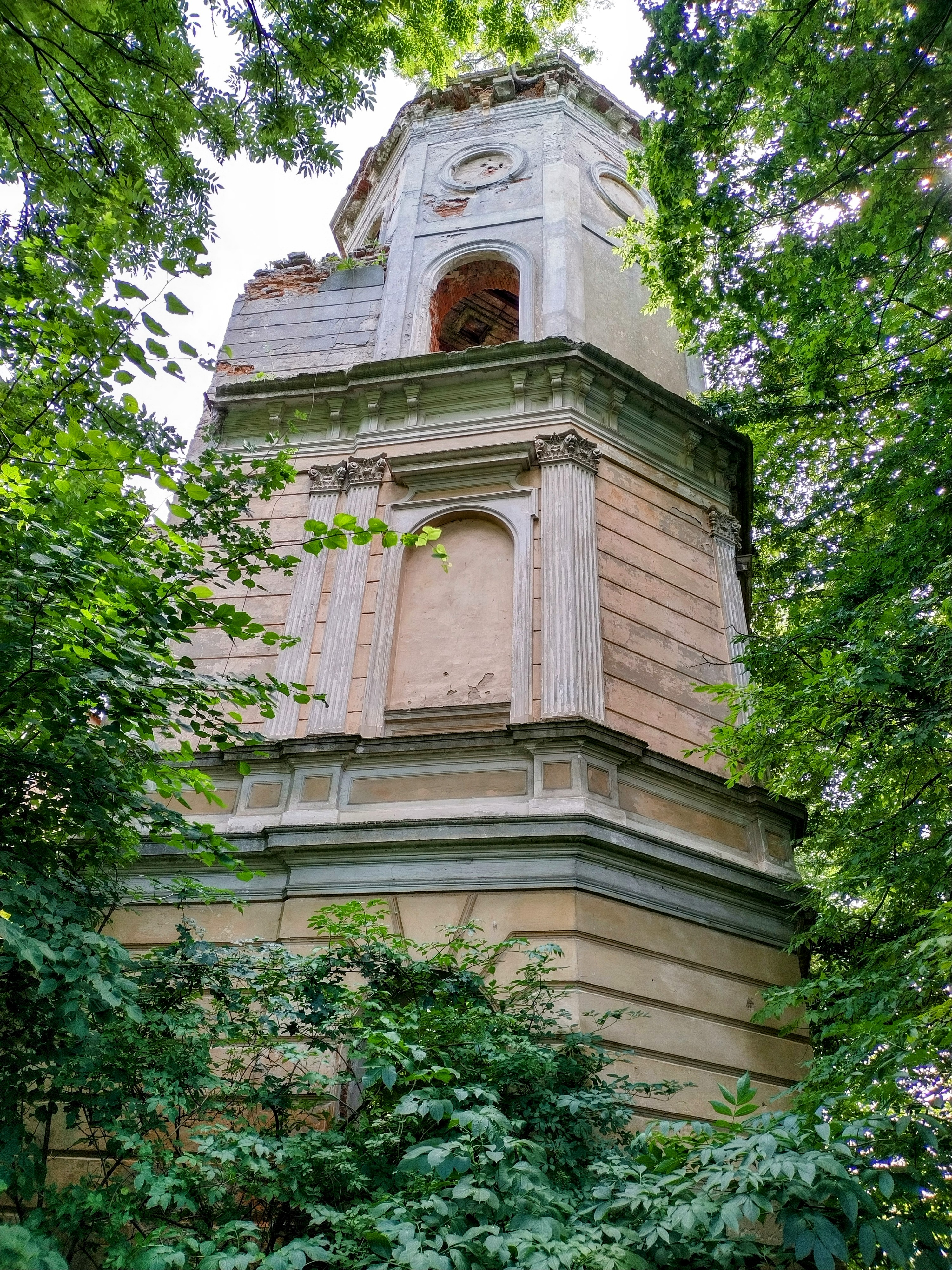
Руїни палацу

### Папірня і млин
Будинок за адресою вул. Бандери, 55, в якому діяла папірня, є пам'яткою архітектури та історії місцевого значення. Він побудований наприкінці XVIII століття (остання чверть). Вперше згадується як володіння Антонія Коморовського у 1785 році. Остання згадка про діючу папірню — 1820 року.
Далі будівля виконувала функцію млина. Тоді до будівлі добудовано в другій половині XIX століття одноповерхове приміщення. У міжвоєнний періож його власниками були Ігнацій Штейнер і Бертольд Ротман. 1928 року тут розпочалися роботи з будівництва електрівні (станції з виробництва електроенергії), роботи над якою завершилися лише у 1936 році. Загальна вартість робіт 81 800 злотих.
Нині від млина збереглися рештки водяної турбіни.

### Пам'ятник Івану Вишенському
Це пам'ятка монументального мистецтва, яка знаходиться на розі вулиць Данила Галицького та 1-го листопада. Пам'ятник встановлений на честь уродженця Вишні, визначного релігійного полеміста XVI ст. Івана Вишенського. Було урочисто відкрито 18 травня 1979 р. Авторами є скульптор Дмитро Крвавич і архітектор Микола Бевз. Погруддя вилете з бронзи, встановлене на одноступінчастому бетонному фундаменті, облицьованому плитками з мармурової крихти. Це єдиний у світі пам'ятник, який присвячений Івану Вишенському.
Літом 2021 року розпочалися роботи з реставрації пам'ятника і площі докола нього. 10-11 вересня 2021 року відбулися святкові заходи з нагоди 400-ліття від часу смерті Івана Вишенського, участь в яких брав митрополит Православної церкви України Епіфаній.

### Братська могила радянських воїнів
Пам'ятка історії місцевого значення, яка знаходиться на вул. Івана Франка поруч з ратушею та церквою св. Трійці. На могилі, де поховано 215 радянських військовослужбовців (загинули у червні 1941, 1945—47 рр., 1953 р.), встановлено пам'ятник «Присяга» — постать воїна, схилена на одному коліні, що в руках тримає автомат. Скульптура та постамент виготовлені з бетону. Крім цього неподалік будівлі молодшої школи також є братська могила радянських солдатів та каральних органів, зокрема т. зв. стрибків.
Оскільки для українських міст не властиві поховання в середмістях, а також через те, що серед похованих є військовослужбовці, що брали участь у боях з УПА з 1945 до 1953 року, доречно було б згідно європейської традиції перенести братську могилу з центру міста на кладовище.

### Іподром та колишній кінний завод
При в'їзді у місто з північної сторони, при трасі Львів — Шегині — Перемишль знаходиться іподром, де у міжвоєнні роки знаходилася іподром та кінна племінна станція. За часів Австро-Угорщини, кінець XIX—перша половина XX століття, тут функціонував кінний завод, який був одним з найкращих у Європі й займалися схрещуванням коней різних порід.
У міжвоєнний період на схід від кінного заводу збудовано комплекс житлових та адміністративних будинків для працівників і польських військовиків.
У радянський період на його базі було створено державну племінну станцію, яка займалася конярством. Сьогодні тут знаходиться кілька приватних підприємств, які мали б займаються розведенням коней, але, на жаль, не діють.

### Аптека «Під ангелом»
У міжвоєнний період у місті працювала єдина аптека «Під ангелом», що знаходилась на вулиці Залізничній (тепер вул. 1-го Листопада) неподалік будівлі повітового суду. Її власником був Фелікс Войцеховський, котрий отримав свою концесію 18 лютого 1899 року, а уже 20 вересня зрікся її без жодних умов. Протягом наступних 20 років вона належала місцевому фармацевту Адольфу Блюму від 19 жовтня 1899 року до грудня 1920 року. Наступним власником з 1 січня 1921 року був молодий фармацевт зі Львова Маркус Мауер, який до 14 травня 1923 року намагався отримати концесію від воєводського управління.

### Інші пам'ятки місцевого значення
- Будівля колишньої «Каси Залічкової» (тепер будівля Судововишнянського професійного ліцею) за адресою вул. 1-го Листопада, 5, яка збудована наприкінці XIX століття.
- Колишній будинок повітвого суду (тепер будівля молодшої школи) за адресою вул. 1-го Листопада, 18, який збудований на початку XX століття.
- Будинок «Панського дому» (колишнього заїзду), на стіні якого також знаходиться меморіальна дошка єврейським мешканцям, котрий знаходиться за адресою пл. Івана Франка, 10.
- Меморіальна дошка о. Степану Чмілю на стіні церкви Св. Трійці за адресою вул. Кільцева, 10.
- Житловий будинок, з балкону якого у 1897 році виголошував промову Іван Франко за адресою вул. П. Сагайдачного, 6.
- Будинок лікарні за адресою вул. П. Сагайдачного, 5, який збудований на початку XX ст.
- Вікарівка (будинок, в якому мешкав о. В. Кондрацький) XIX—XX століття за адресою вул. Данила Галицького, 18.
- Торговий будинок XIX століття за адресою вул. Данила Галицького, 27.
- Будинок коваля за адресою вул. Данила Галицького, 29, який збудований у XIX столітті.
- Плебанія XIX ст. за адресою вул. Данила Галицького, 32.
- Житловий будинок колишнього управителя Палацу Марса за адресою вул. Заводська, 11, котрий збудований у першій чверті XX століття.
- Руїни каплиця з похованнями XIX—початку XX століття, що знаходиться із східного краю парку Палацу Марсів, що за адресою вул. Заводська, 25.
- Руїни цегельного заводу за адресою вул. Заводська, 29, який збудований після ДСВ совєцькою владою на базі старого заводу Яна Марса початку XX століття.
- Старе католицьке кладовище XIX—XX століття поруч з монастирським комплексом (тепер інтернат), яке знаходиться за адресою вул. Садова бічна, 3. На ньому збереглося близько сотні старих надгробків з переважно латинськими написами.
- Залишки єврейського цвинтаря (кіркут) на північно-східних окраїнах міста за адресою вул. С. Бандери, 55, який знаходився біля Папірні та очисних споруд міста, які на цьому місці побудувала радянська влада.
- Комплекс споруд залізничної станції початку XX століття на вул. Станційна, 1.

## Природоохоронні об'єкти
- Парк XIX століття (Парк довкола Палацу Марсів)
- Парк короля Данила

## Спорт

### Футбол
У міжвоєнний період в Галичині щораз більшої популярності набував футбол. Аматорські футбольні команди поставали у багатьох повітових містах, містечках та селах. У Судовій Вишні були українські команди «Сокіл» та «Богун», а у повітових Мостиськах — українська «Скала» та польський «Чувай».
Уродженець Судової Вишні Зенон Татарський, який під час війни емігрував до Канади згадує:
|  | У місті був популярний копаний м'яч. З центру міста вела дорога мостом понад ріку Вишня на північний берег, де неподалеку по лівій стороні дороги було і ще існує сьогодні поле копаного м’яча. Тут команда міста грала проти команд сусідніх місцевостей. Мій батько був присутній на кожних змаганнях, щоб давати контуженим першу допомогу, бо в той час у Судовій Вишні не було лікаря. Тут також «копали м'яча» молоді Володимир Івашко, Володимир Помірко і Михайло Габа (батько українського футболіста в Канаді Євстахія Габи). |

У радянський період у Судовій Вишні був створений футбольний клуб «Вишня», який продовжує свої виступи досі. Він брав участь у чемпіонаті Львівської області та Мостиського району, виступав у різних лігах Львівщини і першості області та району. Свого часу за клуб виступали Роман Толочко, Роман Хижак, Юрій Мокрицький, Олег Шептицький.

## Особистості

### Народилися
- Іван Вишенський — український релігійний літературний діяч, православний чернець (подвизався на Афоні), канонізований УПЦ як преподобний, письменник-полеміст XVII століття.
- Йоаким Борисевич — чернець-василіянин, церковний маляр.
- Ілля Бродлакович — український живописець, працював в середині та 2-й половині XVII століття на Закарпатті.
- Яцько з Вишні — маляр середини XVII ст.
- Федір з Вишні — маляр середини XVII ст.
- Стефан Дзенгало́вич — живописець XVII століття. Малював 1682 року вівтар у церкві села Улюч (Польща). Зберігся вівтар із зображенням святого сімейства та святої Варвари виконаний 1680 року[64].
- Степан Чміль — отець-селезіянин, єпископ УГКЦ, Архімандрит та Ректор Української Папської Малої Семінарії у Римі.
- Ісидор Патрило — український католицький священик, протоархімандрит Василіянського Чину.
- Андрій Сабат — учитель української гімназії в Перемишлі, громадський діяч, який сформував у Судовій Вишні групи соціалістів.
- Володимир Струсевич - голова кредитної спілки «Віра» у Судовій Вишні у 1910-х рр.
- Антоній Тивонський - польський суддя, співробітник Державної поліції (Policji Państwowej), жертва Катинського розстрілу
- Якуб Шульц (1846 - 1915) - батько письменника та художника єврейського походження Бруно Шульца, власник крамниці з тканинами у Дрогобичі.
- Сусман Вейсберг (1862 - 1936) — батько французького художника Леона Вейсберга (1893 - 1941).
- Євстахій Габа — гравець і тренер футбольного клубу Спортивного товариства «Україна» у м. Торонто (Канада).
- Зенон Татарський - громадський діяч, пластун сеньйор в Канаді.
- Роман Шуст — історик, декан історичного факультету Львівського національного університету.
- Євген Нахлік — літературознавець, директор Інституту Івана Франка НАН України.
- Роман Помірко - український учений-мовознавець, академік Академії наук вищої школи України.
- Юрій Гачак — кандидат біологічних наук, професор Львівського національного університету ветеринарної медицини та біотехнологій імені Степана Гжицького.
- Любомир Яремчук — український скульптор.
- Людмила Пуха — український кінознавець, режисер, сценарист.
- Любомир Скочиляс — український політолог, доцент кафедри політології Львівського національного університету.
- Володимир Топій — герой Небесної сотні і Герой України, похований у Судовій Вишні.
- Роман Хижак — футболіст, виступав за клуби «Карпати», «СКА» і «Металіст».
- Олег Шептицький — український футболіст, виступав за клуби «Карпати-2», «Нафтовик-Укрнафта», «Львів», «Тобол», «Рух».
- Станіслав Шморгун (1972—2023) — старший сержант Збройних Сил України, учасник російсько-української війни.
- Богдан Шуст — український футболіст, гравець ФК «Карпати», ФК «Шахтар», ФК «Металіст», ФК «Волинь», ФК «Ворскла» та ФК «Інгулець».
- Богдан Стефура — звукорежисер гурту «Ватра», «Жайвір», «Медікус», «Піккардійська терція», одним з організаторів фестивалю «Червона рута», засновник студії звукозапису «Мелос» у Львові, багатолітній звукорежисер Львівського телебачення[65].

### Жили і працювали
- Ян Марс (1853—1924) — польський шляхтич, власник Судової Вишні на початку XX століття.
- Йосип Губаль (1893—1983) — вояк-артилерист Легіону Українських Січових Стрільців, кравець, громадський діяч, в'язень радянських таборів, помер та похований на місцевому цвинтарі.
- Тадей Дмитрасевич (1906—1976) — український громадський діяч, публіцист, історик, краєзнавець, засновник історико-краєзнавчий музей Судової Вишні
- Марцін Кровицький (1501—1573) — парох і декан Судової Вишні у 1537—1550 роках, полеміст-теолог, польський діяч періоду Реформації, один з авторів перекладу Брестської Біблії
- Антоній Потоцький — польський шляхтич, військовий і державний діяч Речі Посполитої, учасник конфедерації Руського воєводства 6 лютого 1764 р. у Судовій Вишні.
- Михайло Завалкевич — парох церкви Святої Трійці у 1765—1799 роках.
- Павло Ухницький — настоятель об'єднаної парафії у Судовій Вишні наприкінці XVIII — на початку XIX століття.
- Василь Кондрацький — настоятель храму Святої Трійці у 1895—1920 роках.
- Якуб Суліковський — ксьондз, парох Судової Вишні у сер. 19 століття, фундатор місцевого костелу.
- Вінцентій Буковський — ксьондз вікарій місцевої римо-католицької парафії у 1848—1853 роках
- Владислав Ризінський або о. Беньямін (1879—1943) — ксьондз, Апостольський візитатор, головний прокуратор ордену міноритів (францисканців).
- Павло Гайдучок (* ? - 1966, м. Нью-Йорк) - адвокат, проводив адвокатську діяльність у Судовій Вишні у 1923—1932 рр., згодом у Рудках, голова кредитної спілки «Народний дім» у 1926—1932 рр.; під час ДСВ емігрував до США.
- Казімєж Ризінський (1889—1970) — польський полковник, директор Військового науково-освітнього інституту у Варшаві (від 1939), начальник штабу оборони Львова в час наступу німців у 1939
- Ян Пельчарський — ксьондз, настоятель костелу Матері Божої Помічниці Вірних у період 1920—1933 років, Судовишнянський декан
- Міхал Голяндер — поручник кавалерії Війська Польського, був заступника керівника місцевого кінного заводу, ініціатор створення Товариства розведення коней гуцульської породи
- Ярослав Гарцула — львівський підприємець, почесний консул Його Величності Короля Бельгії у Західному регіоні України
- Володимир Гарцула - Почесний консул Латвійської Республіки у місті Львів, український підприємець, заслужений працівник промисловості України